# Magyarország a 2024. évi nyári olimpiai játékokon
Magyarország a franciaországi Párizsban megrendezett 2024. évi nyári olimpiai játékok egyik részt vevő nemzete volt. Az országot az olimpián 20 sportágban 178 sportoló képviselte, akik összesen 19 érmet szereztek.

## Érmesek
| Érem  | Versenyző                                                  | Sportág       | Versenyszám              | Dátum         |
| ----- | ---------------------------------------------------------- | ------------- | ------------------------ | ------------- |
| Arany | Gulyás Michelle                                            | Öttusa        | Női egyéni öttusa        | augusztus 11. |
| Arany | Márton Viviana                                             | Taekwondo     | Női váltósúly            | augusztus 9.  |
| Arany | Kós Hubert                                                 | Úszás         | Férfi 200 m hát          | augusztus 1.  |
| Arany | Milák Kristóf                                              | Úszás         | Férfi 100 m pillangó     | augusztus 3.  |
| Arany | Rasovszky Kristóf                                          | Úszás         | Férfi 10 km nyílt vízi   | augusztus 9.  |
| Arany | Andrásfi Tibor Koch Máté Nagy Dávid Siklósi Gergely        | Vívás         | Férfi párbajtőr, csapat  | augusztus 2.  |
| Ezüst | Halász Bence                                               | Atlétika      | Férfi kalapácsvetés      | augusztus 4.  |
| Ezüst | Varga Ádám                                                 | Kajak-kenu    | Férfi kajak egyes 1000 m | augusztus 10. |
| Ezüst | Nádas Bence Tótka Sándor                                   | Kajak-kenu    | Férfi kajak kettes 500 m | augusztus 9.  |
| Ezüst | Csipes Tamara                                              | Kajak-kenu    | Női kajak egyes 500 m    | augusztus 10. |
| Ezüst | Csipes Tamara Gazsó Alida Dóra                             | Kajak-kenu    | Női kajak kettes 500 m   | augusztus 9.  |
| Ezüst | Milák Kristóf                                              | Úszás         | Férfi 200 m pillangó     | július 31.    |
| Ezüst | Gémesi Csanád Rabb Krisztián Szatmári András Szilágyi Áron | Vívás         | Férfi kard, csapat       | július 31.    |
| Bronz | Kopasz Bálint                                              | Kajak-kenu    | Férfi kajak egyes 1000 m | augusztus 10. |
| Bronz | Fojt Sára Pupp Noémi                                       | Kajak-kenu    | Női kajak kettes 500 m   | augusztus 9.  |
| Bronz | Csipes Tamara Fojt Sára Gazsó Alida Dóra Pupp Noémi        | Kajak-kenu    | Női kajak négyes 500 m   | augusztus 8.  |
| Bronz | Major Veronika                                             | Sportlövészet | Női sportpisztoly        | augusztus 3.  |
| Bronz | Betlehem Dávid                                             | Úszás         | Férfi 10 km nyílt vízi   | augusztus 9.  |
| Bronz | Muhari Eszter                                              | Vívás         | Női párbajtőr, egyéni    | július 27.    |

| Sport         | 1. helyezett, aranyérmes | 2. helyezett, ezüstérmes | 3. helyezett, bronzérmes | Összesen |
| Asztalitenisz | 0                        | 0                        | 0                        | 0        |
| Atlétika      | 0                        | 1                        | 0                        | 1        |
| Birkózás      | 0                        | 0                        | 0                        | 0        |
| Cselgáncs     | 0                        | 0                        | 0                        | 0        |
| Evezés        | 0                        | 0                        | 0                        | 0        |
| Kajak-kenu    | 0                        | 4                        | 3                        | 7        |
| Kerékpározás  | 0                        | 0                        | 0                        | 0        |
| Kézilabda     | 0                        | 0                        | 0                        | 0        |
| Lovaglás      | 0                        | 0                        | 0                        | 0        |
| Ökölvívás     | 0                        | 0                        | 0                        | 0        |
| Öttusa        | 1                        | 0                        | 0                        | 1        |
| Sportlövészet | 0                        | 0                        | 1                        | 1        |
| Taekwondo     | 1                        | 0                        | 0                        | 1        |
| Tenisz        | 0                        | 0                        | 0                        | 0        |
| Torna         | 0                        | 0                        | 0                        | 0        |
| Triatlon      | 0                        | 0                        | 0                        | 0        |
| Úszás         | 3                        | 1                        | 1                        | 5        |
| Vitorlázás    | 0                        | 0                        | 0                        | 0        |
| Vívás         | 1                        | 1                        | 1                        | 3        |
| Vízilabda     | 0                        | 0                        | 0                        | 0        |
| Összesen      | 6                        | 7                        | 6                        | 19       |

| Naponként | Naponként     | Naponként                | Naponként                | Naponként                | Naponként | Naponként |
| --------- | ------------- | ------------------------ | ------------------------ | ------------------------ | --------- | --------- |
| Nap       | Dátum         | 1. helyezett, aranyérmes | 2. helyezett, ezüstérmes | 3. helyezett, bronzérmes | Összesen  |           |
| 1. nap    | július 26.    | —                        | —                        | —                        | —         |           |
| 2. nap    | július 27.    | 0                        | 0                        | 1                        | 1         |           |
| 3. nap    | július 28.    | 0                        | 0                        | 0                        | 0         |           |
| 4. nap    | július 29.    | 0                        | 0                        | 0                        | 0         |           |
| 5. nap    | július 30.    | 0                        | 0                        | 0                        | 0         |           |
| 6. nap    | július 31.    | 0                        | 2                        | 0                        | 2         |           |
| 7. nap    | augusztus 1.  | 1                        | 0                        | 0                        | 1         |           |
| 8. nap    | augusztus 2.  | 1                        | 0                        | 0                        | 1         |           |
| 9. nap    | augusztus 3.  | 1                        | 0                        | 1                        | 2         |           |
| 10. nap   | augusztus 4.  | 0                        | 1                        | 0                        | 1         |           |
| 11. nap   | augusztus 5.  | 0                        | 0                        | 0                        | 0         |           |
| 12. nap   | augusztus 6.  | 0                        | 0                        | 0                        | 0         |           |
| 13. nap   | augusztus 7.  | 0                        | 0                        | 0                        | 0         |           |
| 14. nap   | augusztus 8.  | 0                        | 0                        | 1                        | 1         |           |
| 15. nap   | augusztus 9.  | 2                        | 2                        | 2                        | 6         |           |
| 16. nap   | augusztus 10. | 0                        | 2                        | 1                        | 3         |           |
| 17. nap   | augusztus 11. | 1                        | 0                        | 0                        | 1         |           |
| Összesen  |               | 6                        | 7                        | 6                        | 19        |           |

## További magyar pontszerzők

### 4. helyezettek
| Név | Sportág      | Versenyszám                | Dátum         |
| --- | ------------ | -------------------------- | ------------- |
| Kiss Ágnes Nagy Bianka | Kajak-kenu   | Női kenu kettes 500 m      | augusztus 9.  |
| Valter Attila | Kerékpározás | Férfi egyéni mezőnyverseny | augusztus 3.  |
| Vas Kata Blanka | Kerékpározás | Női egyéni mezőnyverseny   | augusztus 4.  |
| Guzi Blanka | Öttusa       | Női egyéni öttusa          | augusztus 11. |
| Németh Nándor | Úszás        | Férfi 100 m gyors          | július 31.    |
| Betlehem Dávid | Úszás        | Férfi 1500 m gyors         | augusztus 4.  |
| Vadnai Jonatán | Vitorlázás   | Férfi ILCA 7 (Laser)       | augusztus 7.  |
| Andrásfi Tibor | Vívás        | Férfi párbajtőr, egyéni    | július 28.    |
| Angyal Dániel Bányai Márk Fekete Gergő Hárai Balázs Jansik Szilárd Manhercz Krisztián Molnár Erik Nagy Ádám Varga Dénes Vámos Márton Vigvári Vince Vogel Soma Zalánki Gergő | Vízilabda    | Férfi                      | augusztus 11. |

### 5. helyezettek
| Név | Sportág   | Versenyszám              | Dátum         |
| --- | --------- | ------------------------ | ------------- |
| Losonczi Dávid | Birkózás  | Férfi kötöttfogás, 87 kg | augusztus 8.  |
| Iszmail Muszukajev | Birkózás  | Férfi szabadfogás, 65 kg | augusztus 11. |
| Pupp Réka | Cselgáncs | Női harmatsúly           | július 28.    |
| Kovács Richárd | Ökölvívás | Férfi könnyűsúly         | augusztus 1.  |
| Hámori Luca | Ökölvívás | Női váltósúly            | augusztus 3.  |
| Fábián Bettina | Úszás     | Női 10 km nyílt vízi     | augusztus 8.  |
| Faragó Kamilla Garda Krisztina Horváth Brigitta Keszthelyi Rita Kurucz-Gurisatti Gréta Leimeter Dóra Magyari Alda Géraldine Mahieu Neszmély Boglárka Parkes Rebecca Rybanska Natasa Szilágyi Dorottya Vályi Vanda | Vízilabda | Női                      | augusztus 10. |

### 6. helyezettek
| Név | Sportág    | Versenyszám             | Dátum         |
| --- | ---------- | ----------------------- | ------------- |
| Adolf Balázs Hajdu Jonatán | Kajak-kenu | Férfi kenu kettes 500 m | augusztus 8.  |
| Gazsó Alida Dóra | Kajak-kenu | Női kajak egyes 500 m   | augusztus 10. |
| Albek Anna Bordás Réka Böde-Bíró Blanka Debreceni-Klivinyi Kinga Füzi-Tóvizi Petra Győri-Lukács Viktória Janurik Kinga Kácsor Gréta Klujber Katrin Kuczora Csenge Márton Gréta Papp Nikoletta Pásztor Noémi Simon Petra Szöllősi-Schatzl Nadine Szemerey Zsófi Vámos Petra | Kézilabda  | Női                     | augusztus 6.  |
| Ábrahám Minna Késely Ajna Pádár Nikolett Ugrai Panna | Úszás      | Női 4 × 200 m gyors     | augusztus 1.  |
| Battai Sugár Katinka Márton Anna Pusztai Liza Szűcs Luca | Vívás      | Női kard, csapat        | augusztus 3.  |

## Eredményesség sportáganként
Az olimpiai pontok számítása: 1. hely – 7 pont, 2. hely – 5 pont, 3. hely – 4 pont, 4. hely – 3 pont, 5. hely – 2 pont, 6. hely – 1 pont.
| Sportág, szakág | Helyezések száma | Helyezések száma | Helyezések száma | Helyezések száma | Helyezések száma | Helyezések száma | Olimpiai pontok | Indulók száma | Indulók száma | Indulók száma |
| Sportág, szakág |                  |                  |                  | 4.               | 5.               | 6.               | Olimpiai pontok | Férfi         | Nő            | Össz.         |
| --------------- | ---------------- | ---------------- | ---------------- | ---------------- | ---------------- | ---------------- | --------------- | ------------- | ------------- | ------------- |
| Asztalitenisz   | 0                | 0                | 0                | 0                | 0                | 0                | 0               | 1             | 2             | 3             |
| Atlétika        | 0                | 1                | 0                | 0                | 0                | 0                | 5               | 6             | 12            | 18            |
| Birkózás        | 0                | 0                | 0                | 0                | 2                | 0                | 4               | 4             | 1             | 5             |
| Cselgáncs       | 0                | 0                | 0                | 0                | 1                | 0                | 2               | 4             | 3             | 7             |
| Evezés          | 0                | 0                | 0                | 0                | 0                | 0                | 0               | 1             | 0             | 1             |
| Kajak-kenu      | 0                | 4                | 3                | 1                | 0                | 2                | 37              | 9             | 7             | 16            |
| Kerékpározás    | 0                | 0                | 0                | 2                | 0                | 0                | 6               | 1             | 1             | 2             |
| Kézilabda       | 0                | 0                | 0                | 0                | 0                | 1                | 1               | 17            | 17            | 34            |
| Lovaglás        | 0                | 0                | 0                | 0                | 0                | 0                | 0               | 1             | 0             | 1             |
| Ökölvívás       | 0                | 0                | 0                | 0                | 2                | 0                | 4               | 2             | 1             | 3             |
| Öttusa          | 1                | 0                | 0                | 1                | 0                | 0                | 10              | 2             | 2             | 4             |
| Sportlövészet   | 0                | 0                | 1                | 0                | 0                | 0                | 4               | 2             | 3             | 5             |
| Taekwondo       | 1                | 0                | 0                | 0                | 0                | 0                | 7               | 2             | 1             | 3             |
| Tenisz          | 0                | 0                | 0                | 0                | 0                | 0                | 0               | 2             | 0             | 2             |
| Torna           | 0                | 0                | 0                | 0                | 0                | 0                | 0               | 1             | 4             | 5             |
| Triatlon        | 0                | 0                | 0                | 0                | 0                | 0                | 0               | 2             | 1             | 3             |
| Úszás           | 3                | 1                | 1                | 2                | 1                | 1                | 39              | 12            | 11            | 23            |
| Vitorlázás      | 0                | 0                | 0                | 1                | 0                | 0                | 3               | 1             | 1             | 2             |
| Vívás           | 1                | 1                | 1                | 1                | 0                | 1                | 20              | 9             | 6             | 15            |
| Vízilabda       | 0                | 0                | 0                | 1                | 1                | 0                | 5               | 13            | 13            | 26            |
|                 |                  |                  |                  |                  |                  |                  |                 |               |               |               |
| Összesen        | 6                | 7                | 6                | 9                | 7                | 5                | 147             | 92            | 86            | 178           |

## Asztalitenisz
Kvótaszerzők
| Név                         | Versenyszám | Kvótaszerzés dátuma | Kvótaszerzés helye        |
| Ecseki Nándor Madarász Dóra | vegyespáros | 2024. április 12.   | ranglistahelyezés alapján |
| Póta Georgina               | női egyéni  | 2024. május 18.     | ranglistahelyezés alapján |

Női
| Versenyző     | Versenyszám | Selejtező         | 64-es főtábla                                                                 | 32-es főtábla                                                | Nyolcaddöntő      | Negyeddöntő       | Elődöntő          | Döntő             | Helyezés |
| Versenyző     | Versenyszám | Ellenfél Eredmény | Ellenfél Eredmény                                                             | Ellenfél Eredmény                                            | Ellenfél Eredmény | Ellenfél Eredmény | Ellenfél Eredmény | Ellenfél Eredmény | Helyezés |
| ------------- | ----------- | ----------------- | ----------------------------------------------------------------------------- | ------------------------------------------------------------ | ----------------- | ----------------- | ----------------- | ----------------- | -------- |
| Póta Georgina | Egyes       | erőnyerő          | San Hsziao-na (Shan Xiaona) (GER) · 11–7, 7–11, 11–13, 6–11, 11–6, 11–6, 11–8 | Sin Jubin (Shin Yu-bin) (KOR) · 11–9, 9–11, 4–11, 1–11, 9–11 | kiesett           | kiesett           | kiesett           | kiesett           | 17.      |

Vegyes
| Versenyző                   | Versenyszám  | Nyolcaddöntő                                                                                                | Negyeddöntő       | Elődöntő          | Döntő             | Helyezés |
| Versenyző                   | Versenyszám  | Ellenfél Eredmény                                                                                           | Ellenfél Eredmény | Ellenfél Eredmény | Ellenfél Eredmény | Helyezés |
| --------------------------- | ------------ | --- | ----------------- | ----------------- | ----------------- | -------- |
| Madarász Dóra Ecseki Nándor | Vegyes páros | Hongkong (HKG) · Vóng Can-thing (Wong Chun Ting) · Tou Hój-kam (Doo Hoi Kem) · 9–11, 8–11, 11–4, 6–11, 8–11 | kiesett           | kiesett           | kiesett           | 9.       |

## Atlétika
Kvótaszerzők
| Név                          | Versenyszám            | Kvótaszerzés dátuma | Kvótaszerzés helye                     |
| Kozák Luca                   | női 100 m gát          | 2023. július 8.     | Budapest                               |
| Molnár Attila                | férfi 400 m            | 2023. július 19.    | Budapest                               |
| Halász Bence                 | férfi kalapácsvetés    | 2023. július 30.    | Szombathely                            |
| Venyercsán Bence Récsei Rita | vegyes váltó gyaloglás | 2024. április 21.   | Antalya gyalogló csapat-világbajnokság |
| Takács Boglárka              | női 100 m              | 2024. július 1.     | ranglistahelyezés                      |
| Takács Boglárka              | női 200 m              | 2024. július 1.     | ranglistahelyezés                      |
| Kerekes Gréta                | női 100 m gát          | 2024. július 1.     | ranglistahelyezés                      |
| Helebrandt Máté              | férfi 20 km gyaloglás  | 2024. július 1.     | ranglistahelyezés                      |
| Madarász Viktória            | női 20 km gyaloglás    | 2024. július 1.     | ranglistahelyezés                      |
| Récsei Rita                  | női 20 km gyaloglás    | 2024. július 1.     | ranglistahelyezés                      |
| Klekner Hanga                | női rúdugrás           | 2024. július 1.     | ranglistahelyezés                      |
| Gyurátz Réka                 | női kalapácsvetés      | 2024. július 1.     | ranglistahelyezés                      |
| Krizsán Xénia                | női hétpróba           | 2024. július 1.     | ranglistahelyezés                      |
| Nemes Rita                   | női hétpróba           | 2024. július 1.     | ranglistahelyezés                      |
| Rába Dániel                  | férfi kalapácsvetés    | 2024. július 2.     | ranglistahelyezés                      |
| Bánhidi-Farkas Petra         | női távolugrás         | 2024. július 2.     | ranglistahelyezés                      |
| Varga Donát                  | férfi kalapácsvetés    | 2024. július 7.     | ranglistahelyezés                      |
| Gyürkés Viktória             | női 5000 m             | 2024. július 7.     | ranglistahelyezés                      |
| Venyercsán Bence             | férfi 20 km gyaloglás  | 2024. július 8.     | ranglistahelyezés                      |

Férfi
| Versenyző        | Versenyszám     | Előfutam | Előfutam | Előfutam | Vigaszág | Vigaszág | Vigaszág | Elődöntő | Elődöntő | Elődöntő | Döntő   | Döntő    |
| Versenyző        | Versenyszám     | Idő      | Hely.    | Össz.    | Idő      | Hely.    | Össz.    | Idő      | Hely.    | Össz.    | Idő     | Helyezés |
| ---------------- | --------------- | -------- | -------- | -------- | -------- | -------- | -------- | -------- | -------- | -------- | ------- | -------- |
| Molnár Attila    | 400 m           | 45,24    | 6.       | 24.      | 45,45    | 3.       | 26.      | kiesett  | kiesett  | kiesett  | kiesett | kiesett  |
| Helebrandt Máté  | 20 km gyaloglás |          |          |          |          |          |          |          |          |          | 1:27:17 | 44.      |
| Venyercsán Bence | 20 km gyaloglás |          |          |          |          |          |          |          |          |          | 1:29:14 | 46.      |

| Versenyző    | Versenyszám   | Selejtező | Selejtező | Döntő    | Döntő                    |
| Versenyző    | Versenyszám   | Eredmény  | Helyezés  | Eredmény | Helyezés                 |
| ------------ | ------------- | --------- | --------- | -------- | ------------------------ |
| Halász Bence | Kalapácsvetés | 76,90 m   | 6.        | 79,97 m  | 2. helyezett, ezüstérmes |
| Rába Dániel  | Kalapácsvetés | 72,29 m   | 21.       | kiesett  | kiesett                  |
| Varga Donát  | Kalapácsvetés | 71,65 m   | 25.       | kiesett  | kiesett                  |

Női
| Versenyző         | Versenyszám     | Selejtező | Selejtező | Selejtező | Előfutam | Előfutam | Előfutam | Vigaszág | Vigaszág | Vigaszág | Elődöntő | Elődöntő | Elődöntő | Döntő   | Döntő    |
| Versenyző         | Versenyszám     | Idő       | Hely.     | Össz.     | Idő      | Hely.    | Össz.    | Idő      | Hely.    | Össz.    | Idő      | Hely.    | Össz.    | Idő     | Helyezés |
| ----------------- | --------------- | --------- | --------- | --------- | -------- | -------- | -------- | -------- | -------- | -------- | -------- | -------- | -------- | ------- | -------- |
| Takács Boglárka   | 100 m           | kiemelt   | kiemelt   | kiemelt   | 11,10    | 3.       | 17.      |          |          |          | 11,26    | 7.       | 18.      | kiesett | kiesett  |
| Takács Boglárka   | 200 m           |           |           |           | 23,16    | 6.       | 27.      | 23,05    | 2.       | 27.      | kiesett  | kiesett  | kiesett  | kiesett | kiesett  |
| Kerekes Gréta     | 100 m gát       |           |           |           | 13,50    | 7.       | 38.      | 13,20    | 5.       | 35.      | kiesett  | kiesett  | kiesett  | kiesett | kiesett  |
| Kozák Luca        | 100 m gát       |           |           |           | 13,11    | 6.       | 34.      | 12,96    | 3.       | 28.      | kiesett  | kiesett  | kiesett  | kiesett | kiesett  |
| Gyürkés Viktória  | 5000 m          |           |           |           | 15:48,24 | 18.      | 37.      |          |          |          |          |          |          | kiesett | kiesett  |
| Madarász Viktória | 20 km gyaloglás |           |           |           |          |          |          |          |          |          |          |          |          | 1:41:21 | 42.      |
| Récsei Rita       | 20 km gyaloglás |           |           |           |          |          |          |          |          |          |          |          |          | 1:34:39 | 33.      |

| Versenyző            | Versenyszám   | Selejtező | Selejtező | Döntő    | Döntő    |
| Versenyző            | Versenyszám   | Eredmény  | Helyezés  | Eredmény | Helyezés |
| -------------------- | ------------- | --------- | --------- | -------- | -------- |
| Bánhidi-Farkas Petra | Távolugrás    | 640 cm    | 21.       | kiesett  | kiesett  |
| Klekner Hanga        | Rúdugrás      | 440 cm    | 25.       | kiesett  | kiesett  |
| Gyurátz Réka         | Kalapácsvetés | 64,77 m   | 30.       | kiesett  | kiesett  |

| Versenyző     | Versenyszám | 100 m gát | 100 m gát | Magasugrás | Magasugrás | Súlylökés | Súlylökés | 200 m | 200 m | Távolugrás | Távolugrás | Gerelyhajítás | Gerelyhajítás | 800 m   | 800 m | Végeredmény | Végeredmény |
| Versenyző     | Versenyszám | Idő       | Pont      | Eredmény   | Pont       | Eredmény  | Pont      | Idő   | Pont  | Eredmény   | Pont       | Eredmény      | Pont          | Idő     | Pont  | Pont        | Helyezés    |
| ------------- | ----------- | --------- | --------- | ---------- | ---------- | --------- | --------- | ----- | ----- | ---------- | ---------- | ------------- | ------------- | ------- | ----- | ----------- | ----------- |
| Krizsán Xénia | Hétpróba    | 13,61     | 1034      | 177 cm     | 941        | 13,89 m   | 787       | 24,92 | 894   | 603 cm     | 859        | 49,52 m       | 851           | 2:08,93 | 1020  | 6386        | =7.         |
| Nemes Rita    | Hétpróba    | 13,82     | 1004      | 177 cm     | 941        | 13,64 m   | 770       | 25,61 | 832   | 588 cm     | 813        | 43,64 m       | 737           | 2:10,10 | 963   | 6060        | 18.         |

Vegyes
| Versenyző                    | Versenyszám              | Döntő    | Döntő    |
| Versenyző                    | Versenyszám              | Eredmény | Helyezés |
| ---------------------------- | ------------------------ | -------- | -------- |
| Récsei Rita Venyercsán Bence | Maratoni gyaloglás váltó | 3:05:18  | 21.      |

## Birkózás
Kvótaszerzők
| Név                | Versenyszám                           | Kvótaszerzés dátuma  | Kvótaszerzés helye                 |
| Iszmail Muszukajev | férfi 65 kg-os szabadfogású birkózás  | 2023. szeptember 18. | belgrádi birkózó-világbajnokság    |
| Losonczi Dávid     | férfi 87 kg-os kötöttfogású birkózás  | 2023. szeptember 23. | belgrádi birkózó-világbajnokság    |
| Nagy Bernadett     | női 76 kg-os szabadfogású birkózás    | 2024. április 6.     | bakui olimpiai európai selejtező   |
| Lévai Zoltán       | férfi 77 kg-os kötöttfogású birkózás  | 2024. május 10.      | isztambuli olimpiai világselejtező |
| Ligeti Dániel      | férfi 125 kg-os szabadfogású birkózás | 2024. május 12.      | isztambuli olimpiai világselejtező |

Férfi
Kötöttfogású
| Versenyző      | Versenyszám | Nyolcaddöntő               | Negyeddöntő                   | Elődöntő                  | Vigaszág elődöntő | Bronz- mérkőzés               | Döntő             | Helyezés |
| Versenyző      | Versenyszám | Ellenfél Eredmény          | Ellenfél Eredmény             | Ellenfél Eredmény         | Ellenfél Eredmény | Ellenfél Eredmény             | Ellenfél Eredmény | Helyezés |
| -------------- | ----------- | -------------------------- | ----------------------------- | ------------------------- | ----------------- | ----------------------------- | ----------------- | -------- |
| Lévai Zoltán   | 77 kg       | Burhan Akbudak (TUR) · 2–1 | Sanan Suleymanov (AZE) · 1–1  | kiesett                   | kiesett           | kiesett                       | kiesett           | 7.       |
| Losonczi Dávid | 87 kg       | Rafiq Hüseynov (AZE) · 5–2 | Aleksandr Komarov (SRB) · 2–2 | Semen Novikov (BUL) · 1–3 |                   | Turpal Bisultanov (DEN) · 1–2 |                   | 5.       |

Szabadfogású
| Versenyző          | Versenyszám | Nyolcaddöntő                    | Negyeddöntő              | Elődöntő                    | Vigaszág elődöntő | Bronz- mérkőzés            | Döntő             | Helyezés |
| Versenyző          | Versenyszám | Ellenfél Eredmény               | Ellenfél Eredmény        | Ellenfél Eredmény           | Ellenfél Eredmény | Ellenfél Eredmény          | Ellenfél Eredmény | Helyezés |
| ------------------ | ----------- | ------------------------------- | ------------------------ | --------------------------- | ----------------- | -------------------------- | ----------------- | -------- |
| Iszmail Muszukajev | 65 kg       | Ernazar Akmataliev (KGZ) · 11–0 | Hacı Əliyev (AZE) · 13–3 | Rahman Amouzad (IRI) · 0–10 |                   | Islam Dudaev (ALB) · 12–13 |                   | 5.       |
| Ligeti Dániel      | 125 kg      | Ashton Mutuwa (NGR) · 11–0      | Taha Akgül (TUR) · 0–8   | kiesett                     | kiesett           | kiesett                    | kiesett           | 7.       |

Női
Szabadfogású
| Versenyző      | Versenyszám | Nyolcaddöntő               | Negyeddöntő       | Elődöntő          | Vigaszág elődöntő | Bronz- mérkőzés   | Döntő             | Helyezés |
| Versenyző      | Versenyszám | Ellenfél Eredmény          | Ellenfél Eredmény | Ellenfél Eredmény | Ellenfél Eredmény | Ellenfél Eredmény | Ellenfél Eredmény | Helyezés |
| -------------- | ----------- | -------------------------- | ----------------- | ----------------- | ----------------- | ----------------- | ----------------- | -------- |
| Nagy Bernadett | 76 kg       | Reetika Hooda (IND) · 2–12 | kiesett           | kiesett           | kiesett           | kiesett           | kiesett           | 13.      |

## Cselgáncs
| Név                                                                                | Versenyszám   | Kvótaszerzés dátuma | Kvótaszerzés helye  |
| Tóth Krisztián                                                                     | férfi 90 kg   | 2024. június 25.    | ranglista           |
| Pupp Réka                                                                          | női 52 kg     | 2024. június 25.    | ranglista           |
| Özbas Szofi                                                                        | női 63 kg     | 2024. június 25.    | ranglista           |
| Gercsák Szabina                                                                    | női 70 kg     | 2024. június 25.    | ranglista           |
| Ungvári Attila                                                                     | férfi 81 kg   | 2024. június 25.    | ranglista           |
| Pongrácz Bence                                                                     | férfi 66 kg   | 2024. június 25.    | szabadkártya        |
| Vég Zsombor                                                                        | férfi 100 kg  | 2024. június 25.    | visszaosztott kvóta |
| Gercsák Szabina Özbas Szofi Pongrácz Bence Pupp Réka Tóth Krisztián Ungvári Attila | vegyes csapat | ranglista           |                     |

Férfi
| Versenyző      | Versenyszám  | 64-es főtábla     | 32-es főtábla                            | Nyolcaddöntő                                | Negyeddöntő       | Elődöntő          | Vigaszág elődöntő | Bronz- mérkőzés   | Döntő             | Helyezés |
| Versenyző      | Versenyszám  | Ellenfél Eredmény | Ellenfél Eredmény                        | Ellenfél Eredmény                           | Ellenfél Eredmény | Ellenfél Eredmény | Ellenfél Eredmény | Ellenfél Eredmény | Ellenfél Eredmény | Helyezés |
| -------------- | ------------ | ----------------- | ---------------------------------------- | ------------------------------------------- | ----------------- | ----------------- | ----------------- | ----------------- | ----------------- | -------- |
| Pongrácz Bence | Harmatsúly   |                   | Ismael Alhassane (NIG) · 10(0)–00(1)     | Abe Hifumi (JPN) · 00(0)–10(0)              | kiesett           | kiesett           | kiesett           | kiesett           | kiesett           | 9.       |
| Ungvári Attila | Váltósúly    | erőnyerő          | Abilajhan Zsubanazar (KAZ) · 01(1)–00(2) | Matthias Casse (BEL) · 00(2)–10(1)          | kiesett           | kiesett           | kiesett           | kiesett           | kiesett           | 9.       |
| Tóth Krisztián | Középsúly    |                   | Alex Creț (ROU) · 00(3)–10(1)            | kiesett                                     | kiesett           | kiesett           | kiesett           | kiesett           | kiesett           | 17.      |
| Vég Zsombor    | Félnehézsúly |                   | Aleksandar Kukolj (SRB) · 01(2)–00(1)    | Nikoloz Sherazadishvili (ESP) · 01(1)–10(1) | kiesett           | kiesett           | kiesett           | kiesett           | kiesett           | 9.       |

Női
| Versenyző       | Versenyszám | 32-es főtábla                      | Nyolcaddöntő                                    | Negyeddöntő                          | Elődöntő          | Vigaszág elődöntő               | Bronz- mérkőzés                      | Döntő             | Helyezés |
| Versenyző       | Versenyszám | Ellenfél Eredmény                  | Ellenfél Eredmény                               | Ellenfél Eredmény                    | Ellenfél Eredmény | Ellenfél Eredmény               | Ellenfél Eredmény                    | Ellenfél Eredmény | Helyezés |
| --------------- | ----------- | ---------------------------------- | ----------------------------------------------- | ------------------------------------ | ----------------- | ------------------------------- | ------------------------------------ | ----------------- | -------- |
| Pupp Réka       | Harmatsúly  | erőnyerő                           | Lkhagvasürengiin Sosorbaram (MGL) · 10(2)–00(3) | Odette Giuffrida (ITA) · 00(1)–01(2) |                   | Gefen Primo (ISR) · 10(0)–00(0) | Amandine Buchard (FRA) · 00(2)–01(0) |                   | 5.       |
| Özbas Szofi     | Váltósúly   | Renata Zachová (CZE) · 01(1)–00(2) | Catherine Beauchemin-Pinard (CAN) · 00(1)–10(1) | kiesett                              | kiesett           | kiesett                         | kiesett                              | kiesett           | 9.       |
| Gercsák Szabina | Középsúly   | Aoife Coughlan (AUS) · 00(2)–01(1) | kiesett                                         | kiesett                              | kiesett           | kiesett                         | kiesett                              | kiesett           | 17.      |

Vegyes
| Versenyző                                                                       | Versenyszám   | 32-es főtábla           | Nyolcaddöntő      | Negyeddöntő       | Elődöntő          | Vigaszág elődöntő | Bronz- mérkőzés   | Döntő             | Helyezés |
| Versenyző                                                                       | Versenyszám   | Ellenfél Eredmény       | Ellenfél Eredmény | Ellenfél Eredmény | Ellenfél Eredmény | Ellenfél Eredmény | Ellenfél Eredmény | Ellenfél Eredmény | Helyezés |
| ------------------------------------------------------------------------------- | ------------- | ----------------------- | ----------------- | ----------------- | ----------------- | ----------------- | ----------------- | ----------------- | -------- |
| Gercsák Szabina Özbas Szofi Pongrácz Bence Pupp Réka Tóth Krisztián Vég Zsombor | Vegyes csapat | Olaszország (ITA) · 1–4 | kiesett           | kiesett           | kiesett           | kiesett           | kiesett           | kiesett           | 17.      |

## Evezés
Kvótaszerzők
| Név                       | Versenyszám  | Kvótaszerzés dátuma | Kvótaszerzés helye |
| Pétervári-Molnár Bendegúz | férfi egypár | 2024. május 6.      | host country kvóta |

Férfi
| Versenyző                 | Versenyszám  | Előfutam | Előfutam | Vigaszág | Vigaszág | Negyeddöntő | Negyeddöntő | Elődöntő | Elődöntő | Elődöntő | Döntő | Döntő   | Döntő | Helyezés |
| Versenyző                 | Versenyszám  | Idő      | Hely.    | Idő      | Hely.    | Idő         | Hely.       | Típus    | Idő      | Hely.    | Típus | Idő     | Hely. | Helyezés |
| ------------------------- | ------------ | -------- | -------- | -------- | -------- | ----------- | ----------- | -------- | -------- | -------- | ----- | ------- | ----- | -------- |
| Pétervári-Molnár Bendegúz | Egypárevezős | 6:58,76  | 3.       | erőnyerő | erőnyerő | 7:05,04     | 4.          | C/D      | 6:56,92  | 2.       | C     | 6:47,81 | 4.    | 16.      |

## Kajak-kenu

### Gyorsasági
Kvótaszerzők
| Név                                                         | Versenyszám     | Kvótaszerzés dátuma | Kvótaszerzés helye                                     |
| Gazsó Alida Dóra Csipes Tamara Rendessy Eszter Hadvina Dóra | női K-4 500m    | 2023. augusztus 25. | Duisburg, 2023-as gyorsasági kajak-kenu világbajnokság |
| Nádas Bence Csizmadia Kolos Kuli István Tótka Sándor        | férfi K-4 500m  | 2023. augusztus 25. | Duisburg, 2023-as gyorsasági kajak-kenu világbajnokság |
| Varga Ádám                                                  | férfi K-1 1000m | 2023. augusztus 26. | Duisburg, 2023-as gyorsasági kajak-kenu világbajnokság |
| Adolf Balázs                                                | férfi C-1 1000m | 2023. augusztus 26. | Duisburg, 2023-as gyorsasági kajak-kenu világbajnokság |
| Bragato Giada Nagy Bianka                                   | női C-2 500 m   | 2023. augusztus 26. | Duisburg, 2023-as gyorsasági kajak-kenu világbajnokság |
| Nádas Bence Kopasz Bálint                                   | férfi K-2 500m  | 2023. augusztus 27. | Duisburg, 2023-as gyorsasági kajak-kenu világbajnokság |
| Korisánszky Dávid Fekete Ádám                               | férfi C-2 500m  | 2023. augusztus 27. | Duisburg, 2023-as gyorsasági kajak-kenu világbajnokság |
| Takács Kincső                                               | női C-1 200m    | 2024. május 9.      | Szeged, olimpiai pótkvalifikációs kajak-kenu versenyen |

Férfi
| Versenyző                                            | Versenyszám        | Előfutam | Előfutam | Előfutam | Negyeddöntő | Negyeddöntő | Negyeddöntő | Elődöntő | Elődöntő | Elődöntő | Döntő | Döntő   | Döntő    | Helyezés                 |
| Versenyző                                            | Versenyszám        | Idő      | Hely.    | Össz.    | Idő         | Hely.       | Össz.       | Idő      | Hely.    | Össz.    | Típus | Idő     | Helyezés | Helyezés                 |
| ---------------------------------------------------- | ------------------ | -------- | -------- | -------- | ----------- | ----------- | ----------- | -------- | -------- | -------- | ----- | ------- | -------- | ------------------------ |
| Kopasz Bálint                                        | Kajak egyes 1000 m | 3:26,44  | 1.       | 1.       | erőnyerő    | erőnyerő    | erőnyerő    | 3:28,76  | 1.       | 3.       | A     | 3:25,68 | 3.       | 3. helyezett, bronzérmes |
| Varga Ádám                                           | Kajak egyes 1000 m | 3:28,56  | 1.       | 7.       | erőnyerő    | erőnyerő    | erőnyerő    | 3:27,92  | 1.       | 1.       | A     | 3:24,76 | 2.       | 2. helyezett, ezüstérmes |
| Nádas Bence Tótka Sándor                             | Kajak kettes 500 m | 1:29,08  | 2.       | 8.       | erőnyerő    | erőnyerő    | erőnyerő    | 1:28,38  | 2.       | 6.       | A     | 1:27,15 | 2.       | 2. helyezett, ezüstérmes |
| Kopasz Bálint Varga Ádám                             | Kajak kettes 500 m | 1:29,37  | 2.       | 9.       | erőnyerő    | erőnyerő    | erőnyerő    | 1:29,66  | 5.       | 11.      | B     | 1:32,85 | 7.       | 15.                      |
| Csizmadia Kolos Kuli István Nádas Bence Tótka Sándor | Kajak négyes 500 m | 1:21,18  | 2.       | 4.       | erőnyerő    | erőnyerő    | erőnyerő    | 1:21,07  | 2.       | 7.       | A     | 1:21,99 | 7.       | 7.                       |
| Adolf Balázs                                         | Kenu egyes 1000 m  | 3:48,21  | 3.       | 5.       | 3:53,65     | 1.          | 8.          | 3:46,61  | 4.       | 11.      | A     | 3:49,83 | 7.       | 7.                       |
| Fejes Dániel                                         | Kenu egyes 1000 m  | 3:56,00  | 4.       | 16.      | 3:47,88     | 1.          | 1.          | 3:47,83  | 5.       | 12.      | B     | 3:50,22 | 3.       | 11.                      |
| Adolf Balázs Hajdu Jonatán                           | Kenu kettes 500 m  | 1:40,02  | 4.       | 6.       | 1:40,95     | 2.          | 4.          | 1:39,83  | 2.       | 2.       | A     | 1:41,66 | 6.       | 6.                       |

Női
| Versenyző                                           | Versenyszám        | Előfutam | Előfutam | Előfutam | Negyeddöntő | Negyeddöntő | Negyeddöntő | Elődöntő | Elődöntő | Elődöntő | Döntő | Döntő   | Döntő    | Helyezés                 |
| Versenyző                                           | Versenyszám        | Idő      | Hely.    | Össz.    | Idő         | Hely.       | Össz.       | Idő      | Hely.    | Össz.    | Típus | Idő     | Helyezés | Helyezés                 |
| --------------------------------------------------- | ------------------ | -------- | -------- | -------- | ----------- | ----------- | ----------- | -------- | -------- | -------- | ----- | ------- | -------- | ------------------------ |
| Csipes Tamara                                       | Kajak egyes 500 m  | 1:50,21  | 1.       | 4.       | erőnyerő    | erőnyerő    | erőnyerő    | 1:48,72  | 1.       | 2.       | A     | 1:48,44 | 2.       | 2. helyezett, ezüstérmes |
| Gazsó Alida Dóra                                    | Kajak egyes 500 m  | 1:50,78  | 1.       | 6.       | erőnyerő    | erőnyerő    | erőnyerő    | 1:49,76  | 1.       | 5.       | A     | 1:51,19 | 6.       | 6.                       |
| Csipes Tamara Gazsó Alida Dóra                      | Kajak kettes 500 m | 1:42,68  | 3.       | 9.       | 1:40,57     | 1.          | 1.          | 1:39,76  | 3.       | 6.       | A     | 1:39,39 | 2.       | 2. helyezett, ezüstérmes |
| Fojt Sára Pupp Noémi                                | Kajak kettes 500 m | 1:39,44  | 3.       | 3.       | 1:41,90     | 4.          | 6.          | 1:39,89  | 4.       | 7.       | A     | 1:39,46 | 3.*      | 3. helyezett, bronzérmes |
| Pupp Noémi Fojt Sára Csipes Tamara Gazsó Alida Dóra | Kajak négyes 500 m | 1:33,42  | 2.       | 4.       |             |             |             | erőnyerő | erőnyerő | erőnyerő | A     | 1:32,93 | 3.       | 3. helyezett, bronzérmes |
| Kiss Ágnes                                          | Kenu egyes 200 m   | 48,00    | 3.       | 15.      | 47,13       | 2.          | 2.          | 47,01    | 8.       | 14.      | B     | 46,54   | 3.       | 11.                      |
| Takács Kincső                                       | Kenu egyes 200 m   | 46,60    | 3.       | 5.       | 47,47       | 1.          | 4.          | 46,37    | 4.       | 9.       | A     | 45,68   | 8.       | 8.                       |
| Kiss Ágnes Nagy Bianka                              | Kenu kettes 500 m  | 1:56,82  | 3.       | 5.       | 1:59,89     | 1.          | 5.          | 1:55,51  | 2.       | 3.       | A     | 1:54,90 | 4.       | 4.                       |

* - egy másik párossal azonos időt ért el

## Kerékpározás

### Hegyi-kerékpározás
Kvótaszerzők
| Név             | Versenyszám      | Kvótaszerzés dátuma | Kvótaszerzés helye      |
| Vas Kata Blanka | női terepverseny | 2024. május 28.     | világranglista-helyezés |

Női
| Versenyző       | Versenyszám      | Idő             | Helyezés |
| --------------- | ---------------- | --------------- | -------- |
| Vas Kata Blanka | Női terepverseny | 1:31:42 (+5:40) | 10.      |

### Országúti kerékpározás
Kvótaszerzők
| Név             | Versenyszám                | Kvótaszerzés dátuma | Kvótaszerzés helye      |
| Valter Attila   | férfi egyéni mezőnyverseny | 2023                | világranglista-helyezés |
| Vas Kata Blanka | női egyéni mezőnyverseny   | 2023                | világranglista-helyezés |

Férfi
| Versenyző     | Versenyszám   | Idő                 | Helyezés |
| ------------- | ------------- | ------------------- | -------- |
| Valter Attila | Mezőnyverseny | 6:20:50 (+1:16)     | 4.       |
| Valter Attila | Időfutam      | 38:45,68 (+2:33,52) | 22.      |

Női
| Versenyző       | Versenyszám   | Idő             | Helyezés |
| --------------- | ------------- | --------------- | -------- |
| Vas Kata Blanka | Mezőnyverseny | 4:00:21 (+0:58) | 4.       |

## Kézilabda
Kvótaszerzők
| Név               | Versenyszám     | Kvótaszerzés dátuma | Kvótaszerzés helye            |
| Magyar válogatott | férfi kézilabda | 2024. március 17.   | Tatabánya, olimpiai selejtező |
| Magyar válogatott | női kézilabda   | 2024. április 14.   | Debrecen, olimpiai selejtező  |

### Férfi
Játékoskeret
| Magyar férfi kézilabdacsapat-játékoskeret | Magyar férfi kézilabdacsapat-játékoskeret | Magyar férfi kézilabdacsapat-játékoskeret | Magyar férfi kézilabdacsapat-játékoskeret | Magyar férfi kézilabdacsapat-játékoskeret | Magyar férfi kézilabdacsapat-játékoskeret |
| #                                         | Név                                       | Poszt                                     | Születési idő                             | Jelenlegi klubja                          |                                           |
| ----------------------------------------- | ----------------------------------------- | ----------------------------------------- | ----------------------------------------- | ----------------------------------------- | ----------------------------------------- |
| 02                                        | Sipos Adrián                              | Beálló                                    | 1990. március 8. (34 évesen)              | MT Melsungen                              |                                           |
| 07                                        | Bóka Bendegúz                             | Balszélső                                 | 1993. október 2. (30 évesen)              | Balatonfüredi KSE                         |                                           |
| 11                                        | Ligetvári Patrik                          | Balátlövő                                 | 1996. február 13. (28 évesen)             | Telekom Veszprém KC                       |                                           |
| 16                                        | Mikler Roland                             | Kapus                                     | 1984. szeptember 20. (39 évesen)          | OTP Bank-Pick Szeged                      |                                           |
| 24                                        | Fazekas Gergő                             | Irányító                                  | 2003. október 31. (20 évesen)             | Wisła Płock                               |                                           |
| 26                                        | Pedro Rodríguez Álvarez                   | Jobbszélső                                | 1990. augusztus 22. (33 évesen)           | MOL-Tatabánya KC                          |                                           |
| 27                                        | Bánhidi Bence                             | Beálló                                    | 1995. február 9. (29 évesen)              | OTP Bank-Pick Szeged                      |                                           |
| 30                                        | Szita Zoltán                              | Balátlövő                                 | 1998. február 10. (26 évesen)             | Wisła Płock                               |                                           |
| 32                                        | Palasics Kristóf                          | Kapus                                     | 2002. április 19. (22 évesen)             | BM Logroño La Rioja                       |                                           |
| 33                                        | Ancsin Gábor                              | Jobbátlövő                                | 1990. november 27. (33 évesen)            | Ferencvárosi TC                           |                                           |
| 39                                        | Bodó Richárd                              | Balátlövő                                 | 1993. március 13. (31 évesen)             | OTP Bank-Pick Szeged                      |                                           |
| 43                                        | Ilics Zoran                               | Jobbátlövő                                | 2002. január 2. (22 évesen)               | HSV Hamburg                               |                                           |
| 45                                        | Rosta Miklós                              | Beálló                                    | 1999. február 14. (25 évesen)             | CS Dinamo București                       |                                           |
| 61                                        | Bartucz László                            | Kapus                                     | 1991. november 5. (32 évesen)             | MOL-Tatabánya KC                          |                                           |
| 66                                        | Lékai Máté                                | Irányító                                  | 1988. június 16. (36 évesen)              | Ferencvárosi TC                           |                                           |
| 77                                        | Hanusz Egon                               | Irányító                                  | 1997. szeptember 25. (26 évesen)          | Benfica                                   |                                           |
| 91                                        | Imre Bence                                | Jobbszélső                                | 2002. október 15. (21 évesen)             | THW Kiel                                  |                                           |
| Szövetségi kapitány: Chema Rodríguez      |                                           |                                           |                                           |                                           |                                           |

Eredmények
Csoportkör
| Hely. | Csapat                  | M | Gy | D | V | G+  | G–  | Gk  | P  | Továbbjutás |
| ----- | ----------------------- | - | -- | - | - | --- | --- | --- | -- | ----------- |
| 1.    | Dánia (DEN)             | 5 | 5  | 0 | 0 | 165 | 133 | +32 | 10 | Negyeddöntő |
| 2.    | Egyiptom (EGY)          | 5 | 3  | 1 | 1 | 148 | 140 | +8  | 7  | Negyeddöntő |
| 3.    | Norvégia (NOR)          | 5 | 3  | 0 | 2 | 139 | 136 | +3  | 6  | Negyeddöntő |
| 4.    | Franciaország (FRA) (R) | 5 | 2  | 1 | 2 | 129 | 131 | −2  | 5  | Negyeddöntő |
| 5.    | Magyarország (HUN)      | 5 | 1  | 0 | 4 | 137 | 138 | −1  | 2  |             |
| 6.    | Argentína (ARG)         | 5 | 0  | 0 | 5 | 131 | 171 | −40 | 0  |             |

| 2024. július 27. 11:00 | Magyarország (HUN) | 32–35       | Egyiptom (EGY) | Paris Expo Porte de Versailles, Párizs Nézőszám: 5776 Játékvezetők: Nachevski, Nikolov (MKD) |
| 2024. július 27. 11:00 | Imre 7             | (15–19)     | Jahja, Adel 9  | Paris Expo Porte de Versailles, Párizs Nézőszám: 5776 Játékvezetők: Nachevski, Nikolov (MKD) |
| 2024. július 27. 11:00 | 4×                 | Jegyzőkönyv | 2× 1×          | Paris Expo Porte de Versailles, Párizs Nézőszám: 5776 Játékvezetők: Nachevski, Nikolov (MKD) |

| 2024. július 29. 21:00 | Argentína (ARG) | 25–35       | Magyarország (HUN) | Paris Expo Porte de Versailles, Párizs Nézőszám: 5602 Játékvezetők: Schulze, Tönnies (GER) |
| 2024. július 29. 21:00 | P. Simonet 5    | (12–17)     | Imre 7             | Paris Expo Porte de Versailles, Párizs Nézőszám: 5602 Játékvezetők: Schulze, Tönnies (GER) |
| 2024. július 29. 21:00 | 4× 2×           | Jegyzőkönyv | 3×                 | Paris Expo Porte de Versailles, Párizs Nézőszám: 5602 Játékvezetők: Schulze, Tönnies (GER) |

| 2024. július 31. 9:00 | Norvégia (NOR) | 26–25       | Magyarország (HUN) | Paris Expo Porte de Versailles, Párizs Nézőszám: 5774 Játékvezetők: Lah, Sok (SLO) |
| 2024. július 31. 9:00 | Blonz 9        | (11–13)     | három játékos 6    | Paris Expo Porte de Versailles, Párizs Nézőszám: 5774 Játékvezetők: Lah, Sok (SLO) |
| 2024. július 31. 9:00 | 4×             | Jegyzőkönyv | 3×                 | Paris Expo Porte de Versailles, Párizs Nézőszám: 5774 Játékvezetők: Lah, Sok (SLO) |

| 2024. augusztus 2. 9:00 | Magyarország (HUN) | 25–28       | Dánia (DEN) | Paris Expo Porte de Versailles, Párizs Nézőszám: 5764 Játékvezetők: García, Marín (ESP) |
| 2024. augusztus 2. 9:00 | Ilics 5            | (14–16)     | Gidsel 8    | Paris Expo Porte de Versailles, Párizs Nézőszám: 5764 Játékvezetők: García, Marín (ESP) |
| 2024. augusztus 2. 9:00 | 6×                 | Jegyzőkönyv | 1×          | Paris Expo Porte de Versailles, Párizs Nézőszám: 5764 Játékvezetők: García, Marín (ESP) |

| 2024. augusztus 4. 16:00 | Magyarország (HUN) | 20–24       | Franciaország (FRA) | Paris Expo Porte de Versailles, Párizs Nézőszám: 5685 Játékvezetők: Hansen, Madsen (DEN) |
| 2024. augusztus 4. 16:00 | Imre 6             | (8–11)      | Prandi 7            | Paris Expo Porte de Versailles, Párizs Nézőszám: 5685 Játékvezetők: Hansen, Madsen (DEN) |
| 2024. augusztus 4. 16:00 |                    | Jegyzőkönyv | 2× 1×               | Paris Expo Porte de Versailles, Párizs Nézőszám: 5685 Játékvezetők: Hansen, Madsen (DEN) |

| Csapat             | Helyezés |
| ------------------ | -------- |
| Magyarország (HUN) | 10.      |

### Női
Játékoskeret
| Magyar női kézilabdacsapat-játékoskeret | Magyar női kézilabdacsapat-játékoskeret | Magyar női kézilabdacsapat-játékoskeret | Magyar női kézilabdacsapat-játékoskeret | Magyar női kézilabdacsapat-játékoskeret | Magyar női kézilabdacsapat-játékoskeret |
| #                                       | Név                                     | Poszt                                   | Születési idő                           | Jelenlegi klubja                        |                                         |
| --------------------------------------- | --------------------------------------- | --------------------------------------- | --------------------------------------- | --------------------------------------- | --------------------------------------- |
| 04                                      | Füzi-Tóvizi Petra                       | Beálló                                  | 1999. március 15. (25 évesen)           | Debreceni VSC                           |                                         |
| 06                                      | Szöllősi-Schatzl Nadine                 | Balszélső                               | 1993. november 19. (30 évesen)          | Moyra-Budaörs Handball                  |                                         |
| 11                                      | Albek Anna                              | Jobbátlövő                              | 2001. december 2. (22 évesen)           | Mosonmagyaróvári KC SE                  |                                         |
| 15                                      | Debreceni-Klivinyi Kinga                | Irányító                                | 1992. március 31. (32 évesen)           | Moyra-Budaörs Handball                  |                                         |
| 16                                      | Böde-Bíró Blanka                        | Kapus                                   | 1994. szeptember 22. (29 évesen)        | Ferencvárosi TC                         |                                         |
| 19                                      | Márton Gréta                            | Balszélső                               | 1999. október 3. (24 évesen)            | Ferencvárosi TC                         |                                         |
| 28                                      | Papp Nikoletta                          | Jobbátlövő                              | 1996. július 23. (28 évesen)            | SCM Gloria Buzău                        |                                         |
| 31                                      | Szemerey Zsófi                          | Kapus                                   | 1994. június 2. (30 évesen)             | Metz Handball                           |                                         |
| 32                                      | Pásztor Noémi                           | Beálló                                  | 1999. április 2. (25 évesen)            | Neptunes de Nantes                      |                                         |
| 38                                      | Vámos Petra                             | Irányító                                | 2000. szeptember 14. (23 évesen)        | Metz Handball                           |                                         |
| 42                                      | Klujber Katrin                          | Jobbátlövő                              | 1999. április 21. (25 évesen)           | Ferencvárosi TC                         |                                         |
| 44                                      | Kácsor Gréta                            | Balátlövő                               | 2000. április 24. (24 évesen)           | CS Gloria Bistrița-Năsăud               |                                         |
| 58                                      | Bordás Réka                             | Beálló                                  | 1997. augusztus 26. (26 évesen)         | Ferencvárosi TC                         |                                         |
| 59                                      | Kuczora Csenge                          | Balátlövő                               | 2000. január 26. (24 évesen)            | Thüringer HC                            |                                         |
| 61                                      | Janurik Kinga                           | Kapus                                   | 1991. november 6. (32 évesen)           | Ferencvárosi TC                         |                                         |
| 66                                      | Győri-Lukács Viktória                   | Jobbszélső                              | 1995. október 31. (28 évesen)           | Győri Audi ETO KC                       |                                         |
| 77                                      | Simon Petra                             | Irányító                                | 2004. november 12. (19 évesen)          | Ferencvárosi TC                         |                                         |
| Szövetségi kapitány: Golovin Vlagyimir  |                                         |                                         |                                         |                                         |                                         |

Eredmények
Csoportkör
| Hely. | Csapat                  | M | Gy | D | V | G+  | G–  | Gk  | P  | Továbbjutás |
| ----- | ----------------------- | - | -- | - | - | --- | --- | --- | -- | ----------- |
| 1.    | Franciaország (FRA) (R) | 5 | 5  | 0 | 0 | 159 | 124 | +35 | 10 | Negyeddöntő |
| 2.    | Hollandia (NED)         | 5 | 4  | 0 | 1 | 152 | 137 | +15 | 8  | Negyeddöntő |
| 3.    | Magyarország (HUN)      | 5 | 2  | 1 | 2 | 137 | 140 | −3  | 5  | Negyeddöntő |
| 4.    | Brazília (BRA)          | 5 | 2  | 0 | 3 | 127 | 119 | +8  | 4  | Negyeddöntő |
| 5.    | Angola (ANG)            | 5 | 1  | 1 | 3 | 131 | 154 | −23 | 3  |             |
| 6.    | Spanyolország (ESP)     | 5 | 0  | 0 | 5 | 111 | 143 | −32 | 0  |             |

| 2024. július 25. 19:00 | Magyarország (HUN) | 28–31       | Franciaország (FRA) | Paris Expo Porte de Versailles, Párizs Nézőszám: 5808 Játékvezetők: García, Paolantoni (ARG) |
| 2024. július 25. 19:00 | Kuczora 8          | (12–15)     | Nze Minko 6         | Paris Expo Porte de Versailles, Párizs Nézőszám: 5808 Játékvezetők: García, Paolantoni (ARG) |
| 2024. július 25. 19:00 | 1×                 | Jegyzőkönyv | 2× 1×               | Paris Expo Porte de Versailles, Párizs Nézőszám: 5808 Játékvezetők: García, Paolantoni (ARG) |

| 2024. július 28. 9:00 | Brazília (BRA)  | 24–25       | Magyarország (HUN) | Paris Expo Porte de Versailles, Párizs Nézőszám: 5819 Játékvezetők: Kleven, Jørum (NOR) |
| 2024. július 28. 9:00 | három játékos 4 | (15–12)     | Simon 5            | Paris Expo Porte de Versailles, Párizs Nézőszám: 5819 Játékvezetők: Kleven, Jørum (NOR) |
| 2024. július 28. 9:00 | 3× 1×           | Jegyzőkönyv | 3×                 | Paris Expo Porte de Versailles, Párizs Nézőszám: 5819 Játékvezetők: Kleven, Jørum (NOR) |

| 2024. július 30. 16:00 | Magyarország (HUN) | 31–31       | Angola (ANG) | Paris Expo Porte de Versailles, Párizs Nézőszám: 5834 Játékvezetők: Kurtagic, Wetterwik (SWE) |
| 2024. július 30. 16:00 | Klujber 9          | (15–16)     | Kassoma 9    | Paris Expo Porte de Versailles, Párizs Nézőszám: 5834 Játékvezetők: Kurtagic, Wetterwik (SWE) |
| 2024. július 30. 16:00 | 2× 1×              | Jegyzőkönyv | 2×           | Paris Expo Porte de Versailles, Párizs Nézőszám: 5834 Játékvezetők: Kurtagic, Wetterwik (SWE) |

| 2024. augusztus 1. 14:00 | Spanyolország (ESP) | 24–27       | Magyarország (HUN) | Paris Expo Porte de Versailles, Párizs Nézőszám: 5816 Játékvezetők: Kuttler, Merz (GER) |
| 2024. augusztus 1. 14:00 | Cabral 6            | (12–14)     | Klujber 6          | Paris Expo Porte de Versailles, Párizs Nézőszám: 5816 Játékvezetők: Kuttler, Merz (GER) |
| 2024. augusztus 1. 14:00 | 2× 1×               | Jegyzőkönyv | 3×                 | Paris Expo Porte de Versailles, Párizs Nézőszám: 5816 Játékvezetők: Kuttler, Merz (GER) |

| 2024. augusztus 3. 9:00 | Magyarország (HUN) | 26–30       | Hollandia (NED) | Paris Expo Porte de Versailles, Párizs Nézőszám: 5841 Játékvezetők: Bonaventura, Bonaventura (FRA) |
| 2024. augusztus 3. 9:00 | Klujber, Lukács 5  | (16–19)     | Abbingh 7       | Paris Expo Porte de Versailles, Párizs Nézőszám: 5841 Játékvezetők: Bonaventura, Bonaventura (FRA) |
| 2024. augusztus 3. 9:00 | 4× 1×              | Jegyzőkönyv | 3×              | Paris Expo Porte de Versailles, Párizs Nézőszám: 5841 Játékvezetők: Bonaventura, Bonaventura (FRA) |

Negyeddöntő
| 2024. augusztus 6. 17:30 | Magyarország (HUN) | 32–36 (h. u.)  | Svédország (SWE) | Stade Pierre-Mauroy, Lille Nézőszám: 22 408 Játékvezetők: Konjičanin, Konjičanin (BIH) |
| 2024. augusztus 6. 17:30 | Klujber 11         | (15–16, 29–29) | Koppang 7        | Stade Pierre-Mauroy, Lille Nézőszám: 22 408 Játékvezetők: Konjičanin, Konjičanin (BIH) |
| 2024. augusztus 6. 17:30 | 3× 1×              | Jegyzőkönyv    | 4×               | Stade Pierre-Mauroy, Lille Nézőszám: 22 408 Játékvezetők: Konjičanin, Konjičanin (BIH) |

| Csapat             | Helyezés |
| ------------------ | -------- |
| Magyarország (HUN) | 6.       |

## Lovaglás
Kvótaszerző
| Név              | Versenyszám      | Kvótaszerzés dátuma | Kvótaszerzés helye                                           |
| Kaizinger Balázs | lovastusa egyéni | 2023. december 31.  | Közép- és Kelet-Európa, valamint Közép-Ázsia régió ranglista |

Lovastusa
| Versenyző        | Ló                   | Versenyszám | Díjlovaglás | Díjlovaglás | Tereplovaglás | Tereplovaglás | Tereplovaglás | Díjugratás | Díjugratás  | Díjugratás | Díjugratás | Végeredmény | Végeredmény |
| Versenyző        | Ló                   | Versenyszám | Díjlovaglás | Díjlovaglás | Tereplovaglás | Tereplovaglás | Tereplovaglás | Selejtező  | Selejtező   | Selejtező  | Döntő      | Végeredmény | Végeredmény |
| Versenyző        | Ló                   | Versenyszám | Bünt.       | Hely.       | Bünt.         | Bünt. össz.   | Hely.         | Bünt.      | Bünt. össz. | Hely.      | Bünt.      | Bünt.       | Helyezés    |
| ---------------- | -------------------- | ----------- | ----------- | ----------- | ------------- | ------------- | ------------- | ---------- | ----------- | ---------- | ---------- | ----------- | ----------- |
| Kaizinger Balázs | Herr Cooles Classico | Egyéni      | 45,80       | 62.         | 16,00         | 61,80         | 45.           | 10,0       | 71,80       | 41.        | kiesett    | 71,80       | 41.         |

## Ökölvívás
Kvótaszerzők
| Név            | Versenyszám   | Kvótaszerzés dátuma | Kvótaszerzés helye                                        |
| Hámori Luca    | női 66 kg     | 2023. június 28.    | Krakkó, 2023. évi Európa-játékok                          |
| Kovács Richárd | férfi 63,5 kg | 2023. június 28.    | Krakkó, 2023. évi Európa-játékok                          |
| Akilov Pylyp   | férfi 80 kg   | 2024. március 11.   | Busto Arsizio, Olaszország olimpiai kvalifikációs verseny |

Férfi
| Versenyző      | Versenyszám | Selejtező         | Nyolcaddöntő                    | Negyeddöntő                | Elődöntő          | Döntő             | Helyezés |
| Versenyző      | Versenyszám | Ellenfél Eredmény | Ellenfél Eredmény               | Ellenfél Eredmény          | Ellenfél Eredmény | Ellenfél Eredmény | Helyezés |
| -------------- | ----------- | ----------------- | ------------------------------- | -------------------------- | ----------------- | ----------------- | -------- |
| Kovács Richárd | Könnyűsúly  | erőnyerő          | Harry Garside (AUS) · 5–0       | Sofiane Oumiha (FRA) · 0–5 | kiesett           | kiesett           | 5.       |
| Akilov Pylyp   | Középsúly   | erőnyerő          | Olekszandr Hizsnyak (UKR) · 0–4 | kiesett                    | kiesett           | kiesett           | 9.       |

Női
| Versenyző   | Versenyszám | Selejtező                 | Nyolcaddöntő                   | Negyeddöntő            | Elődöntő          | Döntő             | Helyezés |
| Versenyző   | Versenyszám | Ellenfél Eredmény         | Ellenfél Eredmény              | Ellenfél Eredmény      | Ellenfél Eredmény | Ellenfél Eredmény | Helyezés |
| ----------- | ----------- | ------------------------- | ------------------------------ | ---------------------- | ----------------- | ----------------- | -------- |
| Hámori Luca | Váltósúly   | Gráinne Walsh (IRL) · 4–1 | Marissa Williamson (AUS) · 5–0 | Ímán Helíf (ALG) · 0–5 | kiesett           | kiesett           | 5.       |

## Öttusa
Kvótaszerzők
| Név             | Versenyszám  | Kvótaszerzés dátuma | Kvótaszerzés helye                       |
| Gulyás Michelle | női egyéni   | 2023. június 27.    | Krakkó, 2023. évi Európa-játékok         |
| Bőhm Csaba      | férfi egyéni | 2023. július 1.     | Krakkó, 2023. évi Európa-játékok         |
| Szép Balázs     | férfi egyéni | 2024. május 15.     | Csengcsou, 2024-es öttusa világbajnokság |
| Guzi Blanka     | női egyéni   | 2024. május 14.     | Csengcsou, 2024-es öttusa világbajnokság |
| Erdős Rita      | női egyéni   | 2024. május 15.     | ranglista                                |

| Versenyző       | Versenyszám | Vívás (V) | Vívás (V) | Selejtező | Selejtező | Selejtező | Selejtező | Selejtező | Selejtező        | Selejtező        | Selejtező        | Selejtező | Selejtező | Selejtező | Selejtező      | Selejtező      | Selejtező      | Selejtező      | Selejtező   | Selejtező                |
| Versenyző       | Versenyszám | Vívás (V) | Vívás (V) | Csoport   | Lovaglás  | Lovaglás  | Lovaglás  | Lovaglás  | Bónusz vívás (B) | Bónusz vívás (B) | Bónusz vívás (B) | Úszás     | Úszás     | Úszás     | Futás/Lövészet | Futás/Lövészet | Futás/Lövészet | Futás/Lövészet | Összesen    | Összesen                 |
| Versenyző       | Versenyszám | Eredmény  | Pont      | Csoport   | Idő       | Hibapont  | Pont      | Hely.     | Eredmény         | Pont             | V+B Hely.        | Idő       | Pont      | Hely.     | Lövőhiba       | Idő            | Pont           | Hely.          | Összes pont | Helyezés                 |
| --------------- | ----------- | --------- | --------- | --------- | --------- | --------- | --------- | --------- | ---------------- | ---------------- | ---------------- | --------- | --------- | --------- | -------------- | -------------- | -------------- | -------------- | ----------- | ------------------------ |
| Bőhm Csaba      | Férfi       | 13–22     | 190       | A         | 61,51     | 0         | 300       | 2.        | 2–1              | 4                | 14.              | 1:59,50   | 311       | 2.        | 14             | 10:04,64       | 696            | 4.             | 1501        | 8.                       |
| Szép Balázs     | Férfi       | 18–17     | 215       | B         | 59,53     | 7         | 293       | 7.        | 0–1              | 0                | 11.              | 2:03,81   | 303       | 11.       | 13             | 10:12,10       | 688            | 4.             | 1499        | 7.                       |
| Gulyás Michelle | Női         | 24–11     | 245       | B         | 58,66     | 14        | 286       | 16.       | 1–1              | 2                | 2.               | 2:10,39   | 290       | 2.        | 6              | 12:06,06       | 574            | 11.            | 1397        | 3.                       |
| Guzi Blanka     | Női         | 15–20     | 200       | B         | 58,61     | 0         | 300       | 5.        | 0–1              | 0                | 15.              | 2:16,93   | 277       | 9.        | 4              | 11:20,80       | 620            | 2.             | 1397        | 4.                       |
| Versenyző       | Versenyszám | Vívás (V) | Vívás (V) | Döntő     | Döntő     | Döntő     | Döntő     | Döntő     | Döntő            | Döntő            | Döntő            | Döntő     | Döntő     | Döntő     | Döntő          | Döntő          | Döntő          | Döntő          | Döntő       | Döntő                    |
| Versenyző       | Versenyszám | Vívás (V) | Vívás (V) | Csoport   | Lovaglás  | Lovaglás  | Lovaglás  | Lovaglás  | Bónusz vívás (B) | Bónusz vívás (B) | Bónusz vívás (B) | Úszás     | Úszás     | Úszás     | Futás/Lövészet | Futás/Lövészet | Futás/Lövészet | Futás/Lövészet | Összesen    | Összesen                 |
| Versenyző       | Versenyszám | Eredmény  | Pont      | Csoport   | Idő       | Hibapont  | Pont      | Hely.     | Eredmény         | Pont             | V+B Hely.        | Idő       | Pont      | Hely.     | Lövőhiba       | Idő            | Pont           | Hely.          | Összes pont | Helyezés                 |
| Bőhm Csaba      | Férfi       | 13–22     | 190       |           | 56,91     | 14        | 286       | 15.       | 0–1              | 0                | 18.              | 1:58,94   | 313       | 3.        | 4              | 9:44,87        | 716            | 3.             | 1505        | 13.                      |
| Szép Balázs     | Férfi       | 18–17     | 215       |           | 56,59     | 0         | 300       | 4.        | 0–1              | 0                | 13.              | 2:05,83   | 299       | 15.       | 10             | 9:55,29        | 705            | 8.             | 1519        | 10.                      |
| Gulyás Michelle | Női         | 24–11     | 245       |           | 62,69     | 0         | 300       | 1.        | 0–1              | 0                | 2.               | 2:12,44   | 286       | 4.        | 7              | 11:10,01       | 630            | 7.             | 1461        | 1. helyezett, aranyérmes |
| Guzi Blanka     | Női         | 15–20     | 200       |           | 56,52     | 0         | 300       | 8.        | 0–1              | 0                | 17.              | 2:16,25   | 278       | 7.        | 4              | 10:45,48       | 655            | 1.             | 1433        | 4.                       |

## Sportlövészet
Kvótaszerzők
| Név               | Versenyszám                | Kvótaszerzés dátuma | Kvótaszerzés helye                                    |
| Pekler Zalán      | férfi sportpuska összetett | 2023. június 25.    | Krakkó, 2023. évi Európa-játékok                      |
| Fábián Sára Ráhel | női légpisztoly            | 2023. augusztus 17. | Baku, olimpiai kvalifikációs sportlövő-világbajnokság |
| Péni István       | férfi légpuska             | 2024. március 1.    | Győr, Európa-bajnokság                                |
| Major Veronika    | női sportpisztoly          | 2024. április 17.   | Rio de Janeiro, kvalifikációs világkupaverseny        |
| Mészáros Eszter   | női légpuska               | 2024. május 9.      | világranglista-helyezés                               |

Férfi
| Versenyző    | Versenyszám           | Selejtező | Selejtező | Döntő   | Döntő    |
| Versenyző    | Versenyszám           | Pont      | Helyezés  | Pont    | Helyezés |
| ------------ | --------------------- | --------- | --------- | ------- | -------- |
| Pekler Zalán | Légpuska              | 628,4     | 17.       | kiesett | kiesett  |
| Pekler Zalán | Sportpuska, összetett | 582       | 32.       | kiesett | kiesett  |
| Péni István  | Sportpuska, összetett | 587       | 21.       | kiesett | kiesett  |
| Péni István  | Légpuska              | 628,3     | 18.       | kiesett | kiesett  |

Női
| Versenyző         | Versenyszám           | Selejtező | Selejtező | Döntő   | Döntő    |
| Versenyző         | Versenyszám           | Pont      | Helyezés  | Pont    | Helyezés |
| ----------------- | --------------------- | --------- | --------- | ------- | -------- |
| Fábián Sára Ráhel | Légpisztoly           | 566       | 33.       | kiesett | kiesett  |
| Fábián Sára Ráhel | Sportpisztoly         | 582       | 14.       | kiesett | kiesett  |
| Major Veronika    | Sportpisztoly         | 592       | 1.        | 31      |          |
| Major Veronika    | Légpisztoly           | 582       | 1.        | 114,0   | 8.       |
| Mészáros Eszter   | Légpuska              | 628,6     | 15.       | kiesett | kiesett  |
| Mészáros Eszter   | Sportpuska, összetett | 577       | 29.       | kiesett | kiesett  |

Vegyes
| Versenyző                   | Versenyszám | Selejtező | Selejtező | Döntő   | Döntő    |
| Versenyző                   | Versenyszám | Pont      | Helyezés  | Pont    | Helyezés |
| --------------------------- | ----------- | --------- | --------- | ------- | -------- |
| Péni István Mészáros Eszter | Légpuska    | 624,7     | 20.       | kiesett | kiesett  |

## Taekwondo
Kvótaszerzők
| Név            | Versenyszám      | Kvótaszerzés dátuma | Kvótaszerzés helye                                      |
| Salim Omar     | férfi légsúly    | 2023. december 31.  | világranglista-helyezés                                 |
| Márton Viviana | női váltósúly    | 2024. március 10.   | Szófia, Bulgária európai olimpiai kvalifikációs verseny |
| Józsa Levente  | férfi pehelysúly | 2024. március 10.   | Szófia, Bulgária európai olimpiai kvalifikációs verseny |

Férfi
| Versenyző     | Versenyszám | Selejtező         | Nyolcaddöntő              | Negyeddöntő                  | Elődöntő          | Vigaszág elődöntő | Bronz- mérkőzés   | Döntő             | Helyezés |
| Versenyző     | Versenyszám | Ellenfél Eredmény | Ellenfél Eredmény         | Ellenfél Eredmény            | Ellenfél Eredmény | Ellenfél Eredmény | Ellenfél Eredmény | Ellenfél Eredmény | Helyezés |
| ------------- | ----------- | ----------------- | ------------------------- | ---------------------------- | ----------------- | ----------------- | ----------------- | ----------------- | -------- |
| Salim Omar    | Légsúly     | erőnyerő          | Lucas Guzmán (ARG) · 2–1  | Vito Dell'Aquila (ITA) · 0–2 | kiesett           | kiesett           | kiesett           | kiesett           | 9.       |
| Józsa Levente | Pehelysúly  | erőnyerő          | Liang Yushuai (CHN) · 1–2 | kiesett                      | kiesett           | kiesett           | kiesett           | kiesett           | 11.      |

Női
| Versenyző      | Versenyszám | Nyolcaddöntő            | Negyeddöntő                   | Elődöntő                 | Vigaszág elődöntő | Bronz- mérkőzés   | Döntő                          | Helyezés                 |
| Versenyző      | Versenyszám | Ellenfél Eredmény       | Ellenfél Eredmény             | Ellenfél Eredmény        | Ellenfél Eredmény | Ellenfél Eredmény | Ellenfél Eredmény              | Helyezés                 |
| -------------- | ----------- | ----------------------- | ----------------------------- | ------------------------ | ----------------- | ----------------- | ------------------------------ | ------------------------ |
| Márton Viviana | Váltósúly   | Ruth Gbagbi (CIV) · 2–1 | Kristina Teachout (USA) · 2–1 | Sarah Chaâri (BEL) · 2–0 |                   |                   | Aleksandra Perišić (SRB) · 2–0 | 1. helyezett, aranyérmes |

## Tenisz
Kvótaszerzők
| Név              | Versenyszám | Kvótaszerzés dátuma | Kvótaszerzés helye |
| Marozsán Fábián  | férfi egyes | 2024. május 10.     | ranglistahelyezés  |
| Fucsovics Márton | férfi egyes | 2024. május 10.     | ranglistahelyezés  |
| Marozsán Fábián  | férfi páros | 2024. július 4.     | ranglistahelyezés  |
| Fucsovics Márton | férfi páros | 2024. július 4.     | ranglistahelyezés  |

Férfi
| Versenyző                        | Versenyszám | 64-es főtábla                      | 32-es főtábla                                                   | Nyolcaddöntő      | Negyeddöntő       | Elődöntő          | Bronz- mérkőzés   | Döntő             | Helyezés |
| Versenyző                        | Versenyszám | Ellenfél Eredmény                  | Ellenfél Eredmény                                               | Ellenfél Eredmény | Ellenfél Eredmény | Ellenfél Eredmény | Ellenfél Eredmény | Ellenfél Eredmény | Helyezés |
| -------------------------------- | ----------- | ---------------------------------- | --------------------------------------------------------------- | ----------------- | ----------------- | ----------------- | ----------------- | ----------------- | -------- |
| Fucsovics Márton                 | Egyes       | Rafael Nadal (ESP) · 1–6, 6–4, 4–6 | kiesett                                                         | kiesett           | kiesett           | kiesett           | kiesett           | kiesett           | 33.      |
| Marozsán Fábián                  | Egyes       | Ugo Humbert (FRA) · 3–6, 2–6       | kiesett                                                         | kiesett           | kiesett           | kiesett           | kiesett           | kiesett           | 33.      |
| Fucsovics Márton Marozsán Fábián | Páros       |                                    | Hollandia (NED) · Tallon Griekspoor · Wesley Koolhof · 2–6, 3–6 | kiesett           | kiesett           | kiesett           | kiesett           | kiesett           | 17.      |

## Torna
Kvótaszerzők
| Név                 | Versenyszám            | Kvótaszerzés dátuma | Kvótaszerzés helye                |
| Mészáros Krisztofer | férfi egyéni összetett | 2023. október 1.    | 2023-as Antwerpeni világbajnokság |
| Czifra Bettina      | női egyéni összetett   | 2023. október 2.    | 2023-as Antwerpeni világbajnokság |
| Kovács Zsófia       | női egyéni összetett   | 2023. október 2.    | 2023-as Antwerpeni világbajnokság |
| Bácskay Csenge      | női ugrásgyakorlat     | 2023. október 7.    | 2023-as Antwerpeni világbajnokság |

 megjegyzés: a pódiumedzésen sérülést szenvedő Kovács Zsófia helyett Székely Zója nevezését kezdeményezte az ötkarikás játékokon felemáskorláton a Magyar Torna Szövetség.
Férfi
| Versenyző           | Versenyszám      | Selejtező | Selejtező | Döntő    | Döntő    |
| Versenyző           | Versenyszám      | Pontszám  | Helyezés  | Pontszám | Helyezés |
| ------------------- | ---------------- | --------- | --------- | -------- | -------- |
| Mészáros Krisztofer | Talaj            | 12,900    | 59.       | kiesett  | kiesett  |
| Mészáros Krisztofer | Korlát           | 14,733    | 13.       | kiesett  | kiesett  |
| Mészáros Krisztofer | Nyújtó           | 13,666    | 21.       | kiesett  | kiesett  |
| Mészáros Krisztofer | Gyűrű            | 13,500    | 30.       | kiesett  | kiesett  |
| Mészáros Krisztofer | Lólengés         | 13,633    | 30.       | kiesett  | kiesett  |
| Mészáros Krisztofer | Egyéni összetett | 82,798    | 14.       | 83,899   | 9.       |

Női
| Versenyző      | Versenyszám      | Selejtező | Selejtező | Döntő    | Döntő    |
| Versenyző      | Versenyszám      | Pontszám  | Helyezés  | Pontszám | Helyezés |
| -------------- | ---------------- | --------- | --------- | -------- | -------- |
| Czifra Bettina | Talaj            | 12,600    | 45.       | kiesett  | kiesett  |
| Czifra Bettina | Felemás korlát   | 13,933    | 18.       | kiesett  | kiesett  |
| Czifra Bettina | Gerenda          | 13,233    | 31.       | kiesett  | kiesett  |
| Czifra Bettina | Egyéni összetett | 52,732    | 22.       | 51,099   | 21.      |
| Székely Zója   | Felemás korlát   | 13,433    | 34.       | kiesett  | kiesett  |
| Bácskay Csenge | Ugrás            | 13,766    | 12.       | kiesett  | kiesett  |

### Ritmikus gimnasztika
Kvótaszerzők
| Név             | Versenyszám                 | Kvótaszerzés dátuma | Kvótaszerzés helye                                    |
| Pigniczki Fanni | egyéni ritmikus gimnasztika | 2023. augusztus 25. | Valencia, 2023-as ritmikus gimnasztika-világbajnokság |

| Versenyző       | Versenyszám | Selejtező | Selejtező | Selejtező | Selejtező | Selejtező | Selejtező | Selejtező | Selejtező | Selejtező | Selejtező | Döntő   | Döntő   | Döntő   | Döntő   | Döntő    | Döntő    | Döntő   | Döntő   | Döntő    | Döntő    | Helyezés |
| Versenyző       | Versenyszám | Karika    | Karika    | Labda     | Labda     | Buzogány  | Buzogány  | Szalag    | Szalag    | Összesen  | Összesen  | Karika  | Karika  | Labda   | Labda   | Buzogány | Buzogány | Szalag  | Szalag  | Összesen | Összesen | Helyezés |
| Versenyző       | Versenyszám | Pont      | Hely.     | Pont      | Hely.     | Pont      | Hely.     | Pont      | Hely.     | Pont      | Hely.     | Pont    | Hely.   | Pont    | Hely.   | Pont     | Hely.    | Pont    | Hely.   | Pont     | Hely.    | Helyezés |
| --------------- | ----------- | --------- | --------- | --------- | --------- | --------- | --------- | --------- | --------- | --------- | --------- | ------- | ------- | ------- | ------- | -------- | -------- | ------- | ------- | -------- | -------- | -------- |
| Pigniczki Fanni | Egyéni      | 32,650    | 11.       | 32,600    | 12.       | 30,450    | 15.       | 31,650    | 10.       | 127,350   | 12.       | kiesett | kiesett | kiesett | kiesett | kiesett  | kiesett  | kiesett | kiesett | kiesett  | kiesett  | 12.      |

## Triatlon
Kvótaszerzők
| Név                      | Versenyszám   | Kvótaszerzés dátuma | Kvótaszerzés helye |
| Lehmann Csongor          | férfi verseny | 2024. május 29.     | ranglistahelyezés  |
| Bicsák Bence             | férfi verseny | 2024. május 29.     | ranglistahelyezés  |
| Kuttor-Bragmayer Zsanett | női verseny   | 2024. május 29.     | ranglistahelyezés  |

Egyéni
| Versenyző                | Versenyszám | 1,5 km úszás | Depózás 1 | 40 km kerékpározás | Depózás 2 | 10 km futás | Összesítés | Összesítés |
| Versenyző                | Versenyszám | Idő          | Idő       | Idő                | Idő       | Idő         | Idő        | Helyezés   |
| ------------------------ | ----------- | ------------ | --------- | ------------------ | --------- | ----------- | ---------- | ---------- |
| Bicsák Bence             | Férfi       | 20:55        | 0:54      | 51:35              | 0:29      | 31:21       | 1:45:14    | 16.        |
| Lehmann Csongor          | Férfi       | 21:19        | 0:48      | 51:16              | 0:21      | 30:43       | 1:44:27    | 11.        |
| Kuttor-Bragmayer Zsanett | Női         | 22:34        | 0:56      | 58:15              | 0:27      | 38:12       | 2:00:24    | 26.        |

## Úszás
Kvótaszerzők
| Név               | Versenyszám               | Kvótaszerzés dátuma | Kvótaszerzés helye           |
| Rasovszky Kristóf | férfi 10 km-es nyílt vízi | 2023. július 16.    | Fukuoka, úszó-világbajnokság |
| Fábián Bettina    | női 10 km-es nyílt vízi   | 2024. február 3.    | Doha, úszó-világbajnokság    |
| Betlehem Dávid    | férfi 10 km-es nyílt vízi | 2024. február 4.    | Doha, úszó-világbajnokság    |

A medencében rendezett versenyszámokban a következő versenyzők teljesítették az olimpiai A-, illetve B-szintet.
| Név                    | Versenyszám          | Szint | Eredmény | Kvótaszerzés dátuma | Kvótaszerzés helye                     |
| Szabó Szebasztián      | férfi 50 m gyors     | A     | 21,89    | 2023. április 11.   | Finnország, Helsinki Swim Meet verseny |
| Kós Hubert             | férfi 200 m hát      | A     | 1:55,95  | 2023. április 16.   | Westmont, TYR Pro Swim Series          |
| Rasovszky Kristóf      | férfi 1500 m gyors   | A     | 14:55,46 | 2023. április 19.   | Kaposvár, magyar úszóbajnokság         |
| Betlehem Dávid         | férfi 1500 m gyors   | A     | 14:59,65 | 2023. április 19.   | Kaposvár, magyar úszóbajnokság         |
| Milák Kristóf          | férfi 200 m pillangó | A     | 1:52,88  | 2023. április 20.   | Kaposvár, magyar úszóbajnokság         |
| Márton Richárd         | férfi 200 m pillangó | A     | 1:55,62  | 2023. április 20.   | Kaposvár, magyar úszóbajnokság         |
| Kovács Benedek         | férfi 100 m hát      | A     | 53,67    | 2023. április 20.   | Kaposvár, magyar úszóbajnokság         |
| Késely Ajna            | női 400 m gyors      | A     | 4:06,35  | 2023. április 20.   | Kaposvár, magyar úszóbajnokság         |
| Kovács Benedek         | férfi 200 m hát      | A     | 1:56,11  | 2023. április 22.   | Kaposvár, magyar úszóbajnokság         |
| Telegdy Ádám           | férfi 200 m hát      | A     | 1:57,35  | 2023. április 22.   | Kaposvár, magyar úszóbajnokság         |
| Szabó-Feltóthy Eszter  | női 200 m hát        | A     | 2:08,85  | 2023. április 22.   | Kaposvár, magyar úszóbajnokság         |
| Betlehem Dávid         | férfi 800 m gyors    | A     | 7:49,59  | 2023. április 22.   | Kaposvár, magyar úszóbajnokság         |
| Milák Kristóf          | férfi 100 m pillangó | A     | 50,80    | 2023. április 22.   | Kaposvár, magyar úszóbajnokság         |
| Késely Ajna            | női 800 m gyors      | A     | 8:26,04  | 2023. június 23.    | Róma                                   |
| Rasovszky Kristóf      | férfi 400 m gyors    | A     | 3:46,56  | 2023. július 23.    | Fukuoka, úszó-világbajnokság           |
| Kós Hubert             | férfi 100 m hát      | A     | 53,12    | 2023. július 24.    | Fukuoka, úszó-világbajnokság           |
| Rasovszky Kristóf      | férfi 800 m gyors    | A     | 7:47,02  | 2023. július 25.    | Fukuoka, úszó-világbajnokság           |
| Pádár Nikolett         | női 200 m gyors      | A     | 1:56,55  | 2023. július 25.    | Fukuoka, úszó-világbajnokság           |
| Németh Nándor          | férfi 100 m gyors    | A     | 48,21    | 2023. július 26.    | Fukuoka, úszó-világbajnokság           |
| Kós Hubert             | férfi 200 m vegyes   | A     | 1:57,88  | 2023. november 11.  | Lynchburg                              |
| Sárkány Zalán          | férfi 1500 m gyors   | A     | 14:53,19 | 2023. december 13.  | Győr                                   |
| Molnár Dóra            | női 200 m hát        | A     | 2:10,18  | 2023. december 14.  | Győr                                   |
| Sebestyén Dalma        | női 200 m vegyes     | A     | 2:10,87  | 2023. december 15.  | Győr                                   |
| Jászó Ádám             | férfi 100 m hát      | A     | 53,35    | 2023. december 15.  | Győr                                   |
| Zombori Gábor          | férfi 200 m vegyes   | A     | 1:57,88  | 2024. április 9.    | Budapest, magyar úszóbajnokság         |
| Telegdy-Kapás Boglárka | női 200 m pillangó   | A     | 2:08,15  | 2024. április 10.   | Budapest, magyar úszóbajnokság         |
| Milák Kristóf          | férfi 50 m gyors     | A     | 21,89    | 2024. április 10.   | Budapest, magyar úszóbajnokság         |
| Jackl Vivien           | női 400 m vegyes     | A     | 4:34,96  | 2024. április 11.   | Budapest, magyar úszóbajnokság         |
| Burián Katalin         | női 200 m hát        | A     | 2:10,19  | 2024. április 12.   | Budapest, magyar úszóbajnokság         |
| Senánszky Petra        | női 50 m gyors       | A     | 24,57    | 2024. június 1.     | Monte-Carlo                            |
| Holló Balázs           | férfi 400 m vegyes   | A     | 4:12,46  | 2024. június 17.    | Belgrád, úszó-Európa-bajnokság         |
| Zombori Gábor          | férfi 400 m vegyes   | A     | 4:11,70  | 2024. június 17.    | Belgrád, úszó-Európa-bajnokság         |
| Németh Nándor          | férfi 200 m gyors    | A     | 1:46,11  | 2024. június 17.    | Belgrád, úszó-Európa-bajnokság         |
| Sárkány Zalán          | férfi 800 m gyors    | A     | 7:50,36  | 2024. június 18.    | Belgrád, úszó-Európa-bajnokság         |
| Milák Kristóf          | férfi 100 m gyors    | A     | 48,26    | 2024. június 18.    | Belgrád, úszó-Európa-bajnokság         |
| Ábrahám Minna          | női 200 m gyors      | A     | 1:57,22  | 2024. június 20.    | Belgrád, úszó-Európa-bajnokság         |
| Jackl Vivien           | női 1500 m gyors     | A     | 16:06,37 | 2024. június 21.    | Belgrád, úszó-Európa-bajnokság         |

 megjegyzés: Egy versenyszámban két A szintes versenyző indulhat.
Kvótaszerzők
| Név                                                        | Versenyszám           | Kvótaszerzés dátuma | Kvótaszerzés helye           |
| Németh Nándor Szabó Szebasztián Mészáros Dániel Kós Hubert | férfi 4 × 100 m gyors | 2023. július 23.    | Fukuoka, úszó-világbajnokság |
| Senánszky Petra Molnár Dóra Ábrahám Lilla Pádár Nikolett   | női 4 × 100 m gyors   | 2023. július 23.    | Fukuoka, úszó-világbajnokság |
| Molnár Dóra Ábrahám Lilla Késely Ajna Pádár Nikolett       | női 4 × 200 m gyors   | 2023. július 27.    | Fukuoka, úszó-világbajnokság |

Férfi
| Versenyző                                             | Versenyszám      | Előfutam   | Előfutam   | Előfutam   | Elődöntő | Elődöntő | Elődöntő | Döntő     | Döntő                    |
| Versenyző                                             | Versenyszám      | Idő        | Hely.      | Össz.      | Idő      | Hely.    | Össz.    | Idő       | Helyezés                 |
| ----------------------------------------------------- | ---------------- | ---------- | ---------- | ---------- | -------- | -------- | -------- | --------- | ------------------------ |
| Szabó Szebasztián                                     | 50 m gyors       | 22,12      | 7.         | 24.*       | kiesett  | kiesett  | kiesett  | kiesett   | kiesett                  |
| Németh Nándor                                         | 100 m gyors      | 47,93      | 2.         | 4.         | 47,61    | 2.       | 3.       | 47,50     | 4.                       |
| Sárkány Zalán                                         | 400 m gyors      | 3:47,33    | 3.         | 14.        |          |          |          | kiesett   | kiesett                  |
| Sárkány Zalán                                         | 800 m gyors      | 7:48,90    | 3.         | 14.        |          |          |          | kiesett   | kiesett                  |
| Sárkány Zalán                                         | 1500 m gyors     | 14:52,42   | 5.         | 11.        |          |          |          | kiesett   | kiesett                  |
| Betlehem Dávid                                        | 1500 m gyors     | 14:45,59   | 3.         | 8.         |          |          |          | 14:40,91  | 4.                       |
| Betlehem Dávid                                        | 10 km nyílt vízi |            |            |            |          |          |          | 1:51:09,0 | 3. helyezett, bronzérmes |
| Rasovszky Kristóf                                     | 10 km nyílt vízi |            |            |            |          |          |          | 1:50:52,7 | 1. helyezett, aranyérmes |
| Jászó Ádám                                            | 100 m hát        | 53,97      | 6.         | 19.        | kiesett  | kiesett  | kiesett  | kiesett   | kiesett                  |
| Kós Hubert                                            | 100 m hát        | 52,78      | 1.         | 1.         | 52,98    | 4.       | 10.      | kiesett   | kiesett                  |
| Kós Hubert                                            | 200 m hát        | 1:57,01    | 2.         | 4.         | 1:55,96  | 1.       | 1.       | 1:54,26   | 1. helyezett, aranyérmes |
| Kós Hubert                                            | 100 m pillangó   | 51,58      | 4.         | 14.        | 52,22    | 8.       | 16.      | kiesett   | kiesett                  |
| Milák Kristóf                                         | 100 m pillangó   | 50,19      | 1.         | 1.         | 50,38    | 1.       | 1.       | 49,90     | 1. helyezett, aranyérmes |
| Milák Kristóf                                         | 200 m pillangó   | 1:53,92    | 1.         | 1.         | 1:52,72  | 1.       | 1.       | 1:51,75   | 2. helyezett, ezüstérmes |
| Márton Richárd                                        | 200 m pillangó   | 1:56,03    | 6.         | 16.        | 1:55,93  | 7.       | 14.      | kiesett   | kiesett                  |
| Telegdy Ádám                                          | 200 m hát        | 1:57,98    | 6.         | 16.        | 1:57,58  | 7.       | 13.      | kiesett   | kiesett                  |
| Zombori Gábor                                         | 200 m vegyes     | nem indult | nem indult | nem indult | kiesett  | kiesett  | kiesett  | kiesett   | kiesett                  |
| Zombori Gábor                                         | 400 m vegyes     | 4:12,20    | 6.         | 9.         |          |          |          | kiesett   | kiesett                  |
| Holló Balázs                                          | 400 m vegyes     | 4:14,88    | 7.         | 14.        |          |          |          | kiesett   | kiesett                  |
| Németh Nándor Szabó Szebasztián Jászó Ádám Kós Hubert | 4 × 100 m gyors  | 3:12,96    | 4.         | 7.         |          |          |          | 3:13,11   | 8.                       |

Női
| Versenyző                                                | Versenyszám      | Előfutam | Előfutam | Előfutam | Elődöntő | Elődöntő | Elődöntő | Döntő     | Döntő    |
| Versenyző                                                | Versenyszám      | Idő      | Hely.    | Össz.    | Idő      | Hely.    | Össz.    | Idő       | Helyezés |
| -------------------------------------------------------- | ---------------- | -------- | -------- | -------- | -------- | -------- | -------- | --------- | -------- |
| Senánszky Petra                                          | 50 m gyors       | 25,21    | 8.       | 24.      | kiesett  | kiesett  | kiesett  | kiesett   | kiesett  |
| Ábrahám Minna                                            | 200 m gyors      | 1:57,77  | 5.       | 13.      | 1:57,78  | 7.       | 14.      | kiesett   | kiesett  |
| Pádár Nikolett                                           | 200 m gyors      | kizárták | kizárták | kizárták | kiesett  | kiesett  | kiesett  | kiesett   | kiesett  |
| Késely Ajna                                              | 400 m gyors      | 4:08,90  | 7.       | 13.      |          |          |          | kiesett   | kiesett  |
| Késely Ajna                                              | 800 m gyors      | 8:36,13  | 6.       | 13.      |          |          |          | kiesett   | kiesett  |
| Jackl Vivien                                             | 1500 m gyors     | 16:31,25 | 6.       | 15.      |          |          |          | kiesett   | kiesett  |
| Jackl Vivien                                             | 400 m vegyes     | 4:44,47  | 6.       | 14.      |          |          |          | kiesett   | kiesett  |
| Sebestyén Dalma                                          | 200 m vegyes     | 2:15,16  | 8.       | 25.      | kiesett  | kiesett  | kiesett  | kiesett   | kiesett  |
| Molnár Dóra                                              | 200 m hát        | 2:10,51  | 8.       | 16.      | 2:09,83  | 6.       | 12.      | kiesett   | kiesett  |
| Szabó-Feltóthy Eszter                                    | 200 m hát        | 2:09,72  | 3.       | 9.       | 2:09,41  | 6.       | 10.      | kiesett   | kiesett  |
| Telegdy-Kapás Boglárka                                   | 200 m pillangó   | 2:09,28  | 5.       | 10.      | 2:09,23  | 7.       | 14.      | kiesett   | kiesett  |
| Senánszky Petra Ábrahám Minna Ugrai Panna Pádár Nikolett | 4 × 100 m gyors  | 3:40,02  | 6.       | 10.      |          |          |          | kiesett   | kiesett  |
| Pádár Nikolett Ábrahám Minna Késely Ajna Ugrai Panna     | 4 × 200 m gyors  | 7:52,25  | 2.       | 2.       |          |          |          | 7:50,52   | 6.       |
| Fábián Bettina                                           | 10 km nyílt vízi |          |          |          |          |          |          | 2:04:16,9 | 5.       |

* - egy másik versenyzővel azonos időt ért el

## Vitorlázás
Kvótaszerzők
| Név            | Versenyszám | Kvótaszerzés dátuma | Kvótaszerzés helye   |
| Vadnai Jonatán | férfi ILCA  | 2023. augusztus 19. | Hága, világbajnokság |
| Érdi Mária     | női ILCA    | 2023. augusztus 19. | Hága, világbajnokság |

Férfi
| Versenyző      | Versenyszám    | Futam | Futam | Futam | Futam | Futam | Futam | Futam | Futam | Futam | Futam | Futam | Pontszám | Helyezés |
| Versenyző      | Versenyszám    | 1     | 2     | 3     | 4     | 5     | 6     | 7     | 8     | 9     | 10    | É     | Pontszám | Helyezés |
| -------------- | -------------- | ----- | ----- | ----- | ----- | ----- | ----- | ----- | ----- | ----- | ----- | ----- | -------- | -------- |
| Vadnai Jonatán | ILCA 7 (Laser) | 16    | 12    | 21    | 13    | 5     | 12    | 8     | 12    | X     | X     | 6     | 84       | 4.       |

Női
| Versenyző  | Versenyszám           | Futam | Futam | Futam | Futam | Futam | Futam | Futam | Futam | Futam | Futam | Futam   | Pontszám | Helyezés |
| Versenyző  | Versenyszám           | 1     | 2     | 3     | 4     | 5     | 6     | 7     | 8     | 9     | 10    | É       | Pontszám | Helyezés |
| ---------- | --------------------- | ----- | ----- | ----- | ----- | ----- | ----- | ----- | ----- | ----- | ----- | ------- | -------- | -------- |
| Érdi Mária | ILCA 6 (Laser radial) | 20    | 19    | 33    | 14    | 25    | 24    | 14    | 1     | 1     | X     | kiesett | 118      | 14.      |

X - törölt futam

## Vívás
Kvótaszerzők
| Név                                                      | Versenyszám             | Kvótaszerzés dátuma | Kvótaszerzés helye      |
| Decsi Tamás Gémesi Csanád Szatmári András Szilágyi Áron  | férfi kard, csapat      | 2024. február 11.   | világranglista-helyezés |
| Andrásfi Tibor Koch Máté Nagy Dávid Siklósi Gergely      | férfi párbajtőr, csapat | 2024. február 24.   | világranglista-helyezés |
| Battai Sugár Katinka Márton Anna Pusztai Liza Szűcs Luca | női kard, csapat        | 2024. március 3.    | világranglista-helyezés |
| Dósa Dániel                                              | férfi tőr, egyéni       | 2024. március 17.   | világranglista-helyezés |
| Pásztor Flóra                                            | női tőr, egyéni         | 2024. március 17.   | világranglista-helyezés |
| Muhari Eszter                                            | női párbajtőr, egyéni   | 2024. május 14.     | világranglista-helyezés |

 megjegyzés: Kun Anna kétéves eltiltást kapott, ezért nem vehetett részt a párizsi olimpián, helyette Muhari Eszter indulhatott a világranglista-helyezés alapján.
Férfi
| Versenyző                                                  | Versenyszám       | Selejtező         | 32-es főtábla                   | Nyolcaddöntő                 | Negyeddöntő                                                                       | Elődöntő                                                                                      | Bronz- mérkőzés                | Döntő                                                           | Helyezés                 |
| Versenyző                                                  | Versenyszám       | Ellenfél Eredmény | Ellenfél Eredmény               | Ellenfél Eredmény            | Ellenfél Eredmény                                                                 | Ellenfél Eredmény                                                                             | Ellenfél Eredmény              | Ellenfél Eredmény                                               | Helyezés                 |
| ---------------------------------------------------------- | ----------------- | ----------------- | ------------------------------- | ---------------------------- | --------------------------------------------------------------------------------- | --------------------------------------------------------------------------------------------- | ------------------------------ | --------------------------------------------------------------- | ------------------------ |
| Dósa Dániel                                                | Tőr, egyéni       | erőnyerő          | Abdelrahman Tolba (EGY) · 14–15 | kiesett                      | kiesett                                                                           | kiesett                                                                                       | kiesett                        | kiesett                                                         | 17.                      |
| Andrásfi Tibor                                             | Párbajtőr, egyéni | erőnyerő          | Rubén Limardo (VEN) · 15–10     | Grabiel Lugo (VEN) · 13–12   | Federico Vismara (ITA) · 15–13                                                    | Kanó Kóki (JPN) · 13–14                                                                       | Mohamed esz-Szajed (EGY) · 7–8 |                                                                 | 4.                       |
| Koch Máté                                                  | Párbajtőr, egyéni | erőnyerő          | Grabiel Lugo (VEN) · 10–15      | kiesett                      | kiesett                                                                           | kiesett                                                                                       | kiesett                        | kiesett                                                         | 17.                      |
| Siklósi Gergely                                            | Párbajtőr, egyéni | erőnyerő          | Jakub Jurka (CZE) · 15–5        | Neisser Loyola (BEL) · 13–14 | kiesett                                                                           | kiesett                                                                                       | kiesett                        | kiesett                                                         | 9.                       |
| Gémesi Csanád                                              | Kard, egyéni      | erőnyerő          | Eli Dershwitz (USA) · 15–10     | Farès Ferjani (TUN) · 14–15  | kiesett                                                                           | kiesett                                                                                       | kiesett                        | kiesett                                                         | 16.                      |
| Szatmári András                                            | Kard, egyéni      | erőnyerő          | Boladé Apithy (FRA) · 13–15     | kiesett                      | kiesett                                                                           | kiesett                                                                                       | kiesett                        | kiesett                                                         | 25.                      |
| Szilágyi Áron                                              | Kard, egyéni      | erőnyerő          | Fares Arfa (CAN) · 8–15         | kiesett                      | kiesett                                                                           | kiesett                                                                                       | kiesett                        | kiesett                                                         | 18.                      |
| Andrásfi Tibor Koch Máté Nagy Dávid Siklósi Gergely        | Párbajtőr, csapat |                   |                                 |                              | Kazahsztán (KAZ) · Elmir Alimzsanov · Ruszlan Kurbanov · Vagyim Sarlaimov · 45–30 | Franciaország (FRA) · Yannick Borel · Romain Cannone · Luidgi Midelton · Paul Allègre · 45–30 |                                | Japán (JPN) · Jamada Maszaru · Kanó Kóki · Komata Akira · 26–25 | 1. helyezett, aranyérmes |
| Gémesi Csanád Rabb Krisztián Szatmári András Szilágyi Áron | Kard, csapat      |                   |                                 |                              | Olaszország (ITA) · Luca Curatoli · Michele Gallo · Luigi Samele · 45–38          | Irán (IRI) · Ali Pakdaman · Mohammad Rahbari · Mohammad Fotouhi · 45–43                       |                                | Dél-Korea (KOR) · Ku Bongil · O Szanguk · Pak Szangvon · 41–45  | 2. helyezett, ezüstérmes |

Női
| Versenyző                                                | Versenyszám       | Selejtező                       | 32-es főtábla                             | Nyolcaddöntő                          | Negyeddöntő                                                            | Elődöntő                                                                                      | Bronz- mérkőzés                                                                                               | Döntő             | Helyezés                 |
| Versenyző                                                | Versenyszám       | Ellenfél Eredmény               | Ellenfél Eredmény                         | Ellenfél Eredmény                     | Ellenfél Eredmény                                                      | Ellenfél Eredmény                                                                             | Ellenfél Eredmény                                                                                             | Ellenfél Eredmény | Helyezés                 |
| -------------------------------------------------------- | ----------------- | ------------------------------- | ----------------------------------------- | ------------------------------------- | ---------------------------------------------------------------------- | --------------------------------------------------------------------------------------------- | --- | ----------------- | ------------------------ |
| Pásztor Flóra                                            | Tőr, egyéni       | erőnyerő                        | Jackie Dubrovich (USA) · 15–12            | Yunjia Zhang (CAN) · 15–5             | Lee Kiefer (USA) · 4–15                                                | kiesett                                                                                       | kiesett | kiesett           | 8.                       |
| Muhari Eszter                                            | Párbajtőr, egyéni | erőnyerő                        | Tang Csün-jao (Tang Junyao) (CHN) · 15–10 | Szong Szera (Song Se-ra) (KOR) · 15–6 | Jü Sze-han (Yu Sihan) (CHN) · 15–10                                    | Auriane Mallo (FRA) · 9–15                                                                    | Nelli Differt (EST) · 15–14                                                                                   |                   | 3. helyezett, bronzérmes |
| Márton Anna                                              | Kard, egyéni      | Katherine Paredes (VEN) · 15–10 | Lucia Martin-Portugues (ESP) · 15–8       | Pusztai Liza (HUN) · 15–7             | Olha Harlan (UKR) · 7–15                                               | kiesett                                                                                       | kiesett | kiesett           | 8.                       |
| Pusztai Liza                                             | Kard, egyéni      | erőnyerő                        | Michela Battiston (ITA) · 15–12           | Márton Anna (HUN) · 7–15              | kiesett                                                                | kiesett                                                                                       | kiesett | kiesett           | 13.                      |
| Szűcs Luca                                               | Kard, egyéni      | erőnyerő                        | Martina Criscio (ITA) · 15–10             | Joana Ilijeva (BUL) · 15–10           | Sara Balzer (FRA) · 12–15                                              | kiesett                                                                                       | kiesett | kiesett           | 7.                       |
| Battai Sugár Katinka Márton Anna Pusztai Liza Szűcs Luca | Kard, csapat      |                                 |                                           |                                       | Japán (JPN) · Emura Miszaki · Fukusima Sihomi · Takasima Risza · 37–45 | 5–8. helyért · Olaszország (ITA) · Michela Battiston · Martina Criscio · Irene Vecchi · 45–35 | 5. helyért · Egyesült Államok (USA) · Maia Chamberlain · Magda Skarbonkiewicz · Elizabeth Tartakovsky · 39–45 |                   | 6.                       |

## Vízilabda

### Férfi
Kvótaszerzők
| Név               | Versenyszám     | Kvótaszerzés dátuma | Kvótaszerzés helye                              |
| Magyar válogatott | férfi vízilabda | 2023. július 27.    | Fukuoka, 2023-as férfi vízilabda-világbajnokság |

Játékoskeret
| Magyar férfi vízilabdacsapat-játékoskeret | Magyar férfi vízilabdacsapat-játékoskeret | Magyar férfi vízilabdacsapat-játékoskeret | Magyar férfi vízilabdacsapat-játékoskeret | Magyar férfi vízilabdacsapat-játékoskeret | Magyar férfi vízilabdacsapat-játékoskeret |
| Név                                       | Poszt                                     | Születési idő                             |                                           |                                           |                                           |
| ----------------------------------------- | ----------------------------------------- | ----------------------------------------- | ----------------------------------------- | ----------------------------------------- | ----------------------------------------- |
| Bányai Márk                               | K                                         | 1999. december 8. (24 évesen)             |                                           |                                           |                                           |
| Vogel Soma                                | K                                         | 1997. július 7. (27 évesen)               |                                           |                                           |                                           |
| Angyal Dániel                             | M                                         | 1992. március 29. (32 évesen)             |                                           |                                           |                                           |
| Fekete Gergő                              | M                                         | 2000. június 24. (24 évesen)              |                                           |                                           |                                           |
| Hárai Balázs                              | M                                         | 1987. április 5. (37 évesen)              |                                           |                                           |                                           |
| Jansik Szilárd                            | M                                         | 1994. április 6. (30 évesen)              |                                           |                                           |                                           |
| Manhercz Krisztián                        | M                                         | 1997. február 6. (27 évesen)              |                                           |                                           |                                           |
| Molnár Erik                               | M                                         | 2003. június 24. (21 évesen)              |                                           |                                           |                                           |
| Nagy Ádám                                 | M                                         | 1998. május 19. (26 évesen)               |                                           |                                           |                                           |
| Varga Dénes                               | M                                         | 1987. március 29. (37 évesen)             |                                           |                                           |                                           |
| Vámos Márton                              | M                                         | 1992. június 24. (32 évesen)              |                                           |                                           |                                           |
| Vigvári Vince                             | M                                         | 2003. június 23. (21 évesen)              |                                           |                                           |                                           |
| Zalánki Gergő                             | M                                         | 1995. február 26. (29 évesen)             |                                           |                                           |                                           |
| Szövetségi kapitány: Varga Zsolt          |                                           |                                           |                                           |                                           |                                           |

Eredmények
Csoportkör
B csoport
| Hely. | Csapat            | M | Gy | BGy | BV | V | G+ | G– | Gk  | P  | Továbbjutás |
| ----- | ----------------- | - | -- | --- | -- | - | -- | -- | --- | -- | ----------- |
| 1.    | Spanyolország     | 5 | 5  | 0   | 0  | 0 | 67 | 39 | +28 | 15 | Negyeddöntő |
| 2.    | Ausztrália        | 5 | 3  | 0   | 0  | 2 | 44 | 42 | +2  | 9  | Negyeddöntő |
| 3.    | Magyarország      | 5 | 3  | 0   | 0  | 2 | 62 | 54 | +8  | 9  | Negyeddöntő |
| 4.    | Szerbia           | 5 | 2  | 0   | 0  | 3 | 58 | 63 | −5  | 6  | Negyeddöntő |
| 5.    | Franciaország (R) | 5 | 1  | 0   | 0  | 4 | 50 | 60 | −10 | 3  |             |
| 6.    | Japán             | 5 | 1  | 0   | 0  | 4 | 60 | 83 | −23 | 3  |             |

1. 1 2  Ausztrália 9–8 Magyarország

| 2024. július 28. 19:30 | Franciaország (FRA)  | 12–13       | Magyarország (HUN) | Paris Aquatics Centre Játékvezetők: Adrian Alexandrescu (ROU), Andrej Franulović (CRO) |
| 2024. július 28. 19:30 | (1–5, 4–4, 2–1, 5–3) |             |                    | Paris Aquatics Centre Játékvezetők: Adrian Alexandrescu (ROU), Andrej Franulović (CRO) |
| 2024. július 28. 19:30 | Vernoux 4            | Jegyzőkönyv | Vigvári 3          | Paris Aquatics Centre Játékvezetők: Adrian Alexandrescu (ROU), Andrej Franulović (CRO) |

| 2024. július 30. 21:05 | Spanyolország (ESP)  | 10–7        | Magyarország (HUN) | Paris Aquatics Centre Játékvezetők: Boris Margeta (SLO), Rafaele Colombo (ITA) |
| 2024. július 30. 21:05 | (2–1, 2–2, 4–3, 2–1) |             |                    | Paris Aquatics Centre Játékvezetők: Boris Margeta (SLO), Rafaele Colombo (ITA) |
| 2024. július 30. 21:05 | három játékos 2      | Jegyzőkönyv | Angyal 2           | Paris Aquatics Centre Játékvezetők: Boris Margeta (SLO), Rafaele Colombo (ITA) |

| 2024. augusztus 1. 21:05 | Magyarország (HUN)   | 17–10       | Japán (JPN) | Paris Aquatics Centre Játékvezetők: Frank Ohme (GER), Zhang Liang (CHN) |
| 2024. augusztus 1. 21:05 | (5–2, 4–2, 3–2, 5–4) |             |             | Paris Aquatics Centre Játékvezetők: Frank Ohme (GER), Zhang Liang (CHN) |
| 2024. augusztus 1. 21:05 | Vigvári 4            | Jegyzőkönyv | Watanabe 3  | Paris Aquatics Centre Játékvezetők: Frank Ohme (GER), Zhang Liang (CHN) |

| 2024. augusztus 3. 15:00 | Ausztrália (AUS)         | 9–8         | Magyarország (HUN) | Paris Aquatics Centre Játékvezetők: Georgios Stavridis (GRE), Veselin Mišković (MNE) |
| 2024. augusztus 3. 15:00 | (2–2, 2–3, 2–2, 3–1)     |             |                    | Paris Aquatics Centre Játékvezetők: Georgios Stavridis (GRE), Veselin Mišković (MNE) |
| 2024. augusztus 3. 15:00 | B. Edwards, Maksimovic 2 | Jegyzőkönyv | Manhercz 4         | Paris Aquatics Centre Játékvezetők: Georgios Stavridis (GRE), Veselin Mišković (MNE) |

| 2024. augusztus 5. 12:00 | Magyarország (HUN)   | 17–13       | Szerbia (SRB) | Paris Aquatics Centre Játékvezetők: Adrian Alexandrescu (ROU), Andrej Franulovic (CRO) |
| 2024. augusztus 5. 12:00 | (2–4, 7–3, 6–2, 2–4) |             |               | Paris Aquatics Centre Játékvezetők: Adrian Alexandrescu (ROU), Andrej Franulovic (CRO) |
| 2024. augusztus 5. 12:00 | Fekete, Zalánki 4    | Jegyzőkönyv | Mandić 5      | Paris Aquatics Centre Játékvezetők: Adrian Alexandrescu (ROU), Andrej Franulovic (CRO) |

Negyeddöntő
| 2024. augusztus 7. 20:35 | Olaszország (ITA)              | 10–12       | Magyarország (HUN) | Paris La Défense Arena, Nanterre Játékvezetők: Adrian Alexandrescu (ROU), Veselin Mišković (MNE) |
| 2024. augusztus 7. 20:35 | (2–3, 0–1, 5–2, 2–3, bü.: 1–3) |             |                    | Paris La Défense Arena, Nanterre Játékvezetők: Adrian Alexandrescu (ROU), Veselin Mišković (MNE) |
| 2024. augusztus 7. 20:35 | Di Fulvio, Echenique 3         | Jegyzőkönyv | Manhercz 4         | Paris La Défense Arena, Nanterre Játékvezetők: Adrian Alexandrescu (ROU), Veselin Mišković (MNE) |

Elődöntő
| 2024. augusztus 9. 19:35 | Magyarország (HUN)   | 8–9         | Horvátország (CRO) | Paris La Défense Arena, Nanterre Játékvezetők: Frank Ohme (GER), David Gómez (ESP) |
| 2024. augusztus 9. 19:35 | (3–3, 2–4, 2–2, 1–0) |             |                    | Paris La Défense Arena, Nanterre Játékvezetők: Frank Ohme (GER), David Gómez (ESP) |
| 2024. augusztus 9. 19:35 | Jansik, Vámos 2      | Jegyzőkönyv | Fatović 5          | Paris La Défense Arena, Nanterre Játékvezetők: Frank Ohme (GER), David Gómez (ESP) |

Bronzmérkőzés
| 2024. augusztus 11. 10:35 | Egyesült Államok (USA)         | 11–8        | Magyarország (HUN) | Paris La Défense Arena, Nanterre Játékvezetők: Sébastien Dervieux (FRA), David Gómez (ESP) |
| 2024. augusztus 11. 10:35 | (3–2, 1–1, 2–2, 2–3, bü.: 3–0) |             |                    | Paris La Défense Arena, Nanterre Játékvezetők: Sébastien Dervieux (FRA), David Gómez (ESP) |
| 2024. augusztus 11. 10:35 | Hallock 2                      | Jegyzőkönyv | Varga, Zalánki 2   | Paris La Défense Arena, Nanterre Játékvezetők: Sébastien Dervieux (FRA), David Gómez (ESP) |

| Csapat             | Helyezés |
| ------------------ | -------- |
| Magyarország (HUN) | 4.       |

### Női
Kvótaszerzők
| Név               | Versenyszám   | Kvótaszerzés dátuma | Kvótaszerzés helye                         |
| Magyar válogatott | női vízilabda | 2024. február 12.   | Doha, 2024-es női vízilabda-világbajnokság |

Játékoskeret
| Magyar női vízilabdacsapat-játékoskeret          | Magyar női vízilabdacsapat-játékoskeret | Magyar női vízilabdacsapat-játékoskeret | Magyar női vízilabdacsapat-játékoskeret | Magyar női vízilabdacsapat-játékoskeret | Magyar női vízilabdacsapat-játékoskeret |
| Név                                              | Poszt                                   | Születési idő                           |                                         |                                         |                                         |
| ------------------------------------------------ | --------------------------------------- | --------------------------------------- | --------------------------------------- | --------------------------------------- | --------------------------------------- |
| Magyari Alda                                     | K                                       | 2000. október 19. (23 évesen)           |                                         |                                         |                                         |
| Neszmély Boglárka                                | K                                       | 2003. augusztus 27. (20 évesen)         |                                         |                                         |                                         |
| Faragó Kamilla                                   | M                                       | 2000. november 22. (23 évesen)          |                                         |                                         |                                         |
| Garda Krisztina                                  | M                                       | 1994. július 16. (30 évesen)            |                                         |                                         |                                         |
| Horváth Brigitta                                 | M                                       | 1996. május 14. (28 évesen)             |                                         |                                         |                                         |
| Kurucz-Gurisatti Gréta                           | M                                       | 1996. május 14. (28 évesen)             |                                         |                                         |                                         |
| Keszthelyi Rita                                  | M                                       | 1991. december 10. (32 évesen)          |                                         |                                         |                                         |
| Leimeter Dóra                                    | M                                       | 1996. május 8. (28 évesen)              |                                         |                                         |                                         |
| Géraldine Mahieu                                 | M                                       | 1993. szeptember 15. (30 évesen)        |                                         |                                         |                                         |
| Parkes Rebecca                                   | M                                       | 1994. augusztus 18. (29 évesen)         |                                         |                                         |                                         |
| Rybanska Natasa                                  | M                                       | 2000. április 10. (24 évesen)           |                                         |                                         |                                         |
| Szilágyi Dorottya                                | M                                       | 1996. november 10. (27 évesen)          |                                         |                                         |                                         |
| Vályi Vanda                                      | M                                       | 1999. augusztus 13. (24 évesen)         |                                         |                                         |                                         |
| Szövetségi kapitány: Mihók Attila és Cseh Sándor |                                         |                                         |                                         |                                         |                                         |

Eredmények
Csoportkör
A csoport
| Hely. | Csapat       | M | Gy | BGy | BV | V | G+ | G– | Gk  | P  | Továbbjutás |
| ----- | ------------ | - | -- | --- | -- | - | -- | -- | --- | -- | ----------- |
| 1.    | Ausztrália   | 4 | 2  | 2   | 0  | 0 | 33 | 28 | +5  | 10 | Negyeddöntő |
| 2.    | Hollandia    | 4 | 3  | 0   | 1  | 0 | 52 | 37 | +15 | 10 | Negyeddöntő |
| 3.    | Magyarország | 4 | 2  | 0   | 1  | 1 | 46 | 37 | +9  | 7  | Negyeddöntő |
| 4.    | Kanada       | 4 | 1  | 0   | 0  | 3 | 37 | 49 | −12 | 3  | Negyeddöntő |
| 5.    | Kína         | 4 | 0  | 0   | 0  | 4 | 34 | 51 | −17 | 0  |             |

1. 1 2  Hollandia 14–15 Ausztrália

| 2024. július 27. 14:00 | Hollandia (NED)      | 10–8        | Magyarország (HUN) | Paris Aquatics Centre Játékvezetők: Alessia Ferrari (ITA), Sébastien Dervieux (FRA) |
| 2024. július 27. 14:00 | (4–2, 0–1, 4–5, 2–0) |             |                    | Paris Aquatics Centre Játékvezetők: Alessia Ferrari (ITA), Sébastien Dervieux (FRA) |
| 2024. július 27. 14:00 | B. Rogge 3           | Jegyzőkönyv | Vályi 3            | Paris Aquatics Centre Játékvezetők: Alessia Ferrari (ITA), Sébastien Dervieux (FRA) |

| 2024. július 29. 20:05 | Magyarország (HUN)      | 12–7        | Kanada (CAN)    | Paris Aquatics Centre Játékvezetők: Natalia Markopoulou (GRE), Marta Cabañas (ESP) |
| 2024. július 29. 20:05 | (4–1, 3–3, 1–1, 4–2)    |             |                 | Paris Aquatics Centre Játékvezetők: Natalia Markopoulou (GRE), Marta Cabañas (ESP) |
| 2024. július 29. 20:05 | Gurisatti, Keszthelyi 3 | Jegyzőkönyv | három játékos 2 | Paris Aquatics Centre Játékvezetők: Natalia Markopoulou (GRE), Marta Cabañas (ESP) |

| 2024. augusztus 2. 20:05 | Kína (CHN)           | 11–17       | Magyarország (HUN) | Paris Aquatics Centre Játékvezetők: Marta Cabañas (ESP), Aurélie Blanchard (FRA) |
| 2024. augusztus 2. 20:05 | (4–3, 3–5, 2–4, 2–5) |             |                    | Paris Aquatics Centre Játékvezetők: Marta Cabañas (ESP), Aurélie Blanchard (FRA) |
| 2024. augusztus 2. 20:05 | Deng, Lu 3           | Jegyzőkönyv | Keszthelyi 7       | Paris Aquatics Centre Játékvezetők: Marta Cabañas (ESP), Aurélie Blanchard (FRA) |

| 2024. augusztus 4. 14:00 | Magyarország (HUN)             | 12–14       | Ausztrália (AUS) | Paris Aquatics Centre Játékvezetők: Marta Cabañas (ESP), Adrian Alexandrescu (ROU) |
| 2024. augusztus 4. 14:00 | (1–1, 2–2, 2–3, 4–3, bü.: 3–5) |             |                  | Paris Aquatics Centre Játékvezetők: Marta Cabañas (ESP), Adrian Alexandrescu (ROU) |
| 2024. augusztus 4. 14:00 | Keszthelyi, Szilágyi 2         | Jegyzőkönyv | Williams 4       | Paris Aquatics Centre Játékvezetők: Marta Cabañas (ESP), Adrian Alexandrescu (ROU) |

Negyeddöntő
| 2024. augusztus 6. 20:35 | Magyarország (HUN)   | 4–5         | Egyesült Államok (USA) | Paris La Défense Arena, Nanterre Játékvezetők: Vojin Putniković (SRB), Zhang Liang (CHN) |
| 2024. augusztus 6. 20:35 | (2–1, 0–2, 2–1, 0–1) |             |                        | Paris La Défense Arena, Nanterre Játékvezetők: Vojin Putniković (SRB), Zhang Liang (CHN) |
| 2024. augusztus 6. 20:35 | négy játékos 1       | Jegyzőkönyv | Steffens 2             | Paris La Défense Arena, Nanterre Játékvezetők: Vojin Putniković (SRB), Zhang Liang (CHN) |

Az 5–8. helyért
| 2024. augusztus 8. 18:00 | Görögország (GRE)    | 9–12        | Magyarország (HUN) | Paris La Défense Arena, Nanterre Játékvezetők: Marta Cabañas (ESP), Michiel Zwart (NED) |
| 2024. augusztus 8. 18:00 | (2–1, 2–3, 3–4, 2–4) |             |                    | Paris La Défense Arena, Nanterre Játékvezetők: Marta Cabañas (ESP), Michiel Zwart (NED) |
| 2024. augusztus 8. 18:00 | három játékos 2      | Jegyzőkönyv | Keszthelyi 4       | Paris La Défense Arena, Nanterre Játékvezetők: Marta Cabañas (ESP), Michiel Zwart (NED) |

Az 5. helyért
| 2024. augusztus 10. 14:00 | Magyarország (HUN)             | 15–12       | Olaszország (ITA)    | Paris La Défense Arena, Nanterre Játékvezetők: Natalia Markopoulou (GRE), Hélène Painchaud (CAN) |
| 2024. augusztus 10. 14:00 | (3–3, 5–4, 0–2, 3–2, bü.: 4–1) |             |                      | Paris La Défense Arena, Nanterre Játékvezetők: Natalia Markopoulou (GRE), Hélène Painchaud (CAN) |
| 2024. augusztus 10. 14:00 | Gurisatti 3                    | Jegyzőkönyv | Bianconi, Marletta 3 | Paris La Défense Arena, Nanterre Játékvezetők: Natalia Markopoulou (GRE), Hélène Painchaud (CAN) |

| Csapat             | Helyezés |
| ------------------ | -------- |
| Magyarország (HUN) | 5.       |